# Люди, пов'язані з Миколаєвом
Люди, які народились, померли або тривалий час жили та працювали у Миколаєві:

## А
- Абдулмеджидов Ахмед Дибірович — один з 68 десантників-ольшанців, Герой Радянського Союзу
- Абраменко Олександр Володимирович — український фристайліст, фахівець із лижної акробатики, олімпійський чемпіон 2018 року
- Абрамов Карен Ваганович — український тренер з плавання, заслужений тренер України
- Абрамов Олександр Дмитрович — український радянський партійний діяч, голова Вологодського і Сумського облвиконкомів, депутат Верховної Ради Російської РФСР і Верховної Ради Української РСР
- Авдоніна Лариса Іванівна — лікарка-стоматологиня, докторка медичних наук, професор
- Авер'янов Олександр Миколайович — український та російський футболіст та тренер
- Авер'янов Олександр Олександрович — український та російський футболіст та тренер-селекціонер
- Авраменко Наталія Петрівна — головна хормейстерка Миколаївського академічного українського театру драми та музичної комедії, заслужена працівниця культури України
- Автомонов Григорій Григорович — поліцмейстер Миколаєва з 1829 до 1850 рр.
- Агафонова Надія Олександрівна — українська поетеса
- Айзенберг Григорій Давидович — український і російський кінооператор, лауреат Сталінської премії
- Айзман Давид Якович — російський прозаїк і драматург
- Акімов Олексій Семенович — міський голова Миколаєва (1872—1873)
- Акманов Денис Олександрович — заступник директора Обласного палацу культури, заслужений працівник культури України
- Акройд Карл — англійський архітектор, працював в Україні, зокрема в Миколаєві
- Алафузов Михайло Іванович — радянський військовик, комкор
- Аллахвердієва Ірина Валеріївна — українська економістка, політик, народна депутатка України 9-го скликання
- Алдошин Максим Олександрович — захисник України проти російської збройної агресії, кавалер ордена «За мужність»
- Александров Михайло Миколайович — ректор Миколаївського кораблебудівного інституту
- Александрович Анатолій Костянтинович — радянський оперний і естрадний співак, народний артист Російської Федерації
- Андреєв Андрій Іванович — український рибалка, провідник десанту під командуванням Костянтина Ольшанського, Герой Радянського Союзу
- Андреєв Пилип Михайлович — учасник Другої світової війни, Герой Радянського Союзу
- Андріанов Володимир Миколайович — директор заводу імені 61 комунара в період з 1965 по 1976 рр.
- Андріанов Павло Маркович — історик військової справи XVII — початку XIX ст.
- Андрієвський Сергій Михайлович — український астроном
- Андрійченко Наталія Георгіївна — українська кінорежисерка, лауреатка Державної премії України імені Олександра Довженка
- Андросов Віктор Григорович — український естрадний співак (тенор), заслужений артист УРСР
- Андрюхов Іван Васильович — радянський військовик, у роки Другої світової війни, повний кавалер ордена Слави
- Антипенко Ірина Вікторівна — депутатка Верховної Ради України 5 скликання
- Антипова Лідія Климівна — український вчений у галузі рослинництва
- Антонов Петро Леонтійович — народоволець
- Антонюк Андрій Данилович — український живописець, заслужений художник УРСР, лауреат Державної премії України імені Тараса Шевченка
- Антонюк Валентина Геніївна — українська співачка, поетеса, прозаїкиня, мистецтвознавиця, вокальна педагогиня
- Апостолі Микола Миколайович — капітан 1 рангу, засновник морської фотографії, видавець листівок
- Арахамія Давид Георгійович — український політик, підприємець, громадський діяч та волонтер
- Аркас Андреас (Андрій Емануїлович Арка́с) — засновник миколаївського роду Аркасів
- Аркас Захарій Андрійович — генерал-лейтенант, археолог, історик
- Аркас Микола Андрійович — командувач Чорноморського флоту, адмірал
- Аркас Микола Миколайович (1898) — український філолог-еллініст, перекладач, історик, автор першого у новітній українській літературі перекладу «Іліади»
- Аркас Микола Миколайович (молодший) — командир полку Дієвої армії Української Народної Республіки
- Аркас Микола Миколайович (старший) — український культурно-освітній діяч, письменник, композитор, історик
- Аров Борис Лазарович — радянський і український спортивний журналіст
- Арт Гоудс — американський джазовий піаніст
- Артеменко Михайло Вікторович — захисник України проти російської збройної агресії, кавалер ордена «За мужність»
- Артим Дмитро Іванович — український живописець
- Артим Ольга Марківна — українська живописиця
- Афанасьєв Леонід Митрофанович — художник, мистецтвознавець, заслужений працівник культури Української РСР
- Афонін Матвій Іванович — вчений-агроном Російської імперії, займався вивченням природних ресурсів Миколаївщини
- Афоніна Таїсія Кирилівна — радянська художниця

## Б
- Бабакова Інга Альвідосівна — українська легкоатлетка, заслужений майстер спорту України, чемпіонка світу, бронзова призерка Олімпійських ігор 1996
- Бабич Валерій Васильович — інженер-суднобудівник, письменник, краєзнавець, журналіст
- Бабіч Гліб Валерійович — поет, автор пісень, блогер, учасник російсько-української війни, співзасновник ветеранської організації «Res_Publica. Брати по зброї», активіст ГО «Справа громад»
- Бабор Олександр Вікторович — український футболіст
- Багмет Михайло Олександрович — доктор історичних наук, професор, Заслужений діяч науки і техніки України
- Базилевська-Барташевич Тетяна Анатоліївна — українська художниця, майстриня художнього ткатцтва, заслужений майстер народної творчості України
- Бакаєв Олександр Олександрович — український учений-економіст, академік АН УРСР
- Бакунов Євген Валерійович — захисник України проти російської збройної агресії, кавалер ордена «За мужність»
- Балакірєв Микола Валерійович — в. о. міського голови Миколаєва (2000)
- Баламутов Олег Володимирович — український спортсмен (греко-римська боротьба), тренер національної збірної команди України з греко-римської боротьби
- Баласогло Олександр Пантелеймонович — російський громадський діяч, петрашевець, архівіст, поет, публіцист, педагог, фольклорист
- Едуардас Бальсіс — радянський литовський композитор, педагог, громадський діяч, народний артист СРСР
- Бандура Микола Іванович — радянський дипломат, Надзвичайний і Повноважний Посол
- Баптизманський Іван Якимович — міський голова Миколаєва (1906—1908)
- Пол Александер Баран — американський економіст
- Баранова Людмила Василівна — артистка-вокалістка Миколаївського академічного українського театру драми та музичної комедії, заслужена артистка України
- Барвінський Олександр Петрович — диригент, Заслужений діяч мистецтв України
- Сай Бартлетт — американський сценарист і продюсер
- Барський Валерій Євгенович — український спортсмен (дзюдо, самбо), тренер, майстер спорту міжнародного класу, заслужений тренер України
- Барський Олег Миколайович — захисник України проти російської збройної агресії, кавалер ордена «За мужність»
- Батенко Олександр Іванович — захисник України проти російської збройної агресії, кавалер ордена «За мужність»
- Батуріна Надія Петрівна — українська акторка, народна артистка України
- Бахтов Володимир Олександрович — заслужений художник України
- Бахтова Тетяна Олександрівна — українська графікеса
- Баштова Наталія Анатоліївна — директорка обласного центру народної творчості, солістка-вокалістка Миколаївської обласної філармонії, заслужена артистка України
- Бебик Артем — український письменник, перекладач, блоґер, організатор літературних заходів і маркетолог.
- Безпольотова Валентина Володимирівна — українська акторка, заслужена артистка УРСР
- Безсонова Раїса Василівна — українська тренерка з академічного веслування, заслужена тренерка України.
- Безуглий Сергій Олександрович — український та азербайджанський веслувальник на каное, чемпіон Європи, багаторазовий призер чемпіонатів світу
- Беклешов Сергій Андрійович — генерал-лейтенант, військовий губернатор Архангельська та Миколаєва
- Бенера Іван Іванович — захисник України проти російської збройної агресії, «кіборг», кавалер ордена «За мужність»
- Бенчивенга Ірина Іванівна — артистка Миколаївського художнього драматичного театру, заслужена артистка України
- Бердніков Олександр Якович — народний депутат України 1-го скликання
- Береговський Станіслав Степанович — український футболіст
- Бережинська Валерія Андріївна — українська баскетболістка, гравчиня збірної України
- Бережний Микола Федорович — Заслужений діяч мистецтв України, графік
- Бережок Григорій Карпович — радянський військовик часів Другої світової війни, Герой Радянського Союзу
- Бережок Олександр Костянтинович — актор, телеведучий, сценарист
- Березін Олександр Йосипович — відповідальний секретар Миколаївського окружного і міського комітетів КП(б)У (1924—1927)
- Березіна Дарина Юріївна — українська поетеса
- Березовчук Андрій Володимирович — український футболіст
- Берестнєв Валентин Борисович — український баскетболіст, заслужений тренер України, головний тренер баскетбольної збірної України
- Беркова Олена Сергіївна — російська порноакторка і співачка
- Берсон Микола Семенович — народний артист України, заслужений діяч мистецтв України, заслужений працівник культури України
- Бертенсон Йосип Васильович — російський лікар, гігієніст, лікарський інспектор, доктор медицини, таємний радник, почесний лейб-медик Найвищого двору Російської імперії
- Бєлозеров Олександр Михайлович — академічний веслувальник, чемпіон Європи, учасник літніх Олімпійських ігор в Атланті
- Бєлоусова Олена Леонідівна — викладачка Миколаївського коледжу культури і мистецтв, солістка-вокалістка Миколаївської обласної філармонії, заслужена артистка України
- Бєлянський Олександр Олександрович — радянський державний і промисловий діяч, генерал-майор інженерно-авіаційної служби, Герой Соціалістичної Праці, лауреат Сталінської премії
- Бжизицький Георгій Костянтинович — фахівець у галузі лісництва, громадсько-політичний діяч
- Біднов Василь Олексійович — український громадський і культурний діяч, історик української церкви, член Української Центральної Ради
- Білецька Наталія Олександрівна — українська поетеса
- Білий Іван Михайлович — бригадир бригади судноскладальників суднобудівного заводу імені 61 Комунара, лауреат Державної премії СРСР, член ЦК КПУ
- Білоущенко Сергій Олександрович — академічний веслувальник, призер Олімпійських ігор, заслужений майстер спорту України з академічного веслування
- Бірюков Юрій Сергійович — бізнесмен, який через створену ним групу волонтерів «Крила Фенікса» здійснює забезпечення українських військ в ході війни на сході України, радник президента Петра Порошенка
- Блінцов Володимир Степанович — фахівець у галузі підводних технологій, доктор технічних наук, професор, заслужений діяч науки і техники України, лауреат державної премії України в галузі науки і техніки
- Блок Олександр Іванович — радянський і російський актор театру і кіно, заслужений артист Російської Федерації
- Бобирєв Микола Васильович — 1-й секретар Миколаївського міського комітету КП(б)У (1983—1987)
- Богач Олександр Анатолійович — український футболіст
- Богданович Володимир Терентійович — радянський футболіст
- Богданович Євген Васильович — генерал від інфантерії, письменник
- Богза Володимир Григорович — український винахідник
- Богза Надія Федорівна — директор Миколаївської обласної універсальної наукової бібліотеки, Заслужений працівник культури України
- Богородський Аркадій Павлович — заслужений льотчик-випробувач СРСР
- Божаткін Михайло Іванович — український прозаїк
- Боженар Віктор Акимович — радянський та український баскетбольний тренер, заслужений тренер СРСР та Заслужений тренер України
- Боженко Олег Віталійович — Народний депутат України 2 скликання
- Божій Михайло Михайлович — український живописець, народний художник СРСР, лауреат державної премії імені Тараса Григоровича Шевченка
- Бойко Геннадій Романович — український плавець, триразовий чемпіон літніх Паралімпійських ігор
- Бойко-Блохін Юрій Гаврилович — український літературознавець, театрознавець, професор Українського Вільного Університету в Мюнхені, громадський і політичний діяч, член Проводу ОУН
- Бойченко Валерій Петрович — український поет, перекладач, громадський діяч
- Бойчук Вадим Олександрович — український радянський і компартійний діяч, голова Івано-Франківського облвиконкому, депутат Верховної Ради УРСР двох скликань
- Бойчук Михайло Михайлович — директор обласного науково-методичного центру народної творчості та культурно-освітньої роботи, Заслужений працівник культури України
- Болдирєв Олексій Гаврилович — Заслужений будівельник УРСР, Герой Соціалістичної Праці
- Большаков Сергій Петрович — офіцер-артилерист, Герой Радянського Союзу, учасник німецько-радянської війни
- Бондар Сергій Іванович — радянський футболіст, півзахисник
- Бондаренко Олег Григорович — старший солдат Збройних сил України, учасник російсько-української війни
- Бондін Юрій Миколайович — генеральний директор ДП НВКГ "Зоря"-"Машпроект", лауреат Державної премії України в галузі науки і техніки, Герой України
- Бонь В'ячеслав Валентинович — 1-й заступник голови Миколаївської обласної державної адміністрації, виконувач обов'язків голови Миколаївської обласної державної адміністрації
- Борисов Яків Філатович — радянський футболіст, заслужений тренер УРСР
- Бородатий Василь Порфирійович — економіст, педагог, професор, ректор Одеського економічного університету
- Бортник Олександр Миколайович — український шахіст, міжнародний гросмейстер
- Бострем Іван Федорович — російський флотоводець, віце-адмірал, голова правління акціонерного товариства Миколаївських заводів і верфей Російського товариства
- Ботнарюк Вадим Маркович — генеральний директор Російської фонографічної Асоціації
- Бочкович Кирило Васильович — один з 68 десантників-ольшанців, Герой Радянського Союзу
- Брайнін Яків Маркович — український радянський правознавець
- Бредіхін Федір Олександрович — російський астроном, академік, директор Пулковської астрономічної обсерваторії
- Грегорі Брейт — американський вчений-фізик, один із піонерів прискорювальної техніки
- Бреус Євгенія Леонідівна — українська фехтувальниця на візках (шабля та шпага), бронзова призерка літніх Паралімпійських ігор 2016 на шпазі, срібна (шпага командна) та бронзова призерка (шабля лічна) літніх Паралімпійських ігор 2020, заслужений майстер спорту України
- Брон Володимир Акимович — радянський шаховий композитор, міжнародний гросмейстер і суддя міжнародної категорії з шахової композиції
- Брусилов Георгій Львович — російський дослідник Арктики
- Брюханов Микола Григорович — з 1966 до 1974 рр. голова виконкому Миколаївської міської ради
- Бубенко Ірина Миколаївна — артистка-вокалістка Миколаївського академічного українського театру драми та музичної комедії, заслужена артистка України
- Бубер Леонід Ілліч — лейтенант, учасник Другої світової війни, Герой Радянського Союзу
- Будак Валерій Дмитрович — ректор Миколаївського університету ім. В. О. Сухомлинського, доктор технічних наук, професор, член-кореспондент Академії педагогічних наук України, заслужений діяч науки і техніки України
- Бузник Віктор Михайлович — ректор Миколаївського кораблебудівного інституту
- Булавицький Іван Якович — Заслужений діяч мистецтв України, графік, скульптор
- Булавицький Іван Якович — член правління Миколаївської обласної організації Національної спілки художників України, заслужений діяч мистецтв України
- Бурдик Василь Миколайович — український театральний актор, народний артист України
- Буряк Олена Святославівна — українська спортсменка, академічна веслувальниця, бронзова призерка літньої Універсіади у Казані
- Бут Сергій Іванович — український фристайліст, учасник зимових Олімпійських ігор 1992 року (10 місце), 1994 (16 місце) та 1998 року (24 місце)
- Бутаков Борис Іванович — український вчений у галузі технології обробки твердого і рідкого металу, що кристалізується
- Бутаков Григорій Іванович — російський воєнно-морський діяч, мореплавець, адмірал
- Бутенко Леонід Якович — перший секретар Одеського міського комітету КПУ, депутат Верховної Ради УРСР двох скликань, кандидат в члени ЦК КПУ
- Бутирін Сергій Іванович — член ЦК КП(б)У в 1940—1942 р., 1-й секретар Миколаївського обласного комітету КП(б) України (1939—1941)
- Бутков Леонтій Анисифорович — радянський військовик часів Другої світової війни, гвардії старший лейтенант, Герой Радянського Союзу
- Бутніцький Олег Олександрович — захисник України проти російської збройної агресії, лицар ордена Богдана Хмельницького
- Бухтєєв Андріан Миколайович — міський голова Миколаєва (1873—1878)

## В
- Вадатурський Андрій Олексійович — український підприємець і політик, народний депутат України
- Вадатурський Олексій Опанасович — агропідприємець, Герой України, генеральний директор сільськогосподарського підприємства «НІБУЛОН»
- Вайншток Роман Якович — український живописець і скульптор
- Валєєв Анатолій Казанфірович — заслужений будівельник України, почесний президент муніципального футбольного клубу «Миколаїв»
- Вандровський Микола Вікторович — капітан морської піхоти України Військово-Морських Сил Збройних Сил України, учасник російсько-української війни, що загинув у ході російського вторгнення в Україну
- Варламов Юрій Олександрович — український футболіст
- Васильєв Володимир Миколайович — російський письменник-фантаст
- Васильєв Олександр Семенович — російський радянський астроном і геодезист
- Василькова Наталя Іванівна — проректорка із науково-педагогічної роботи, докторка філософії в галузі освіти, доцентка Миколаївського національного університету імені В. О. Сухомлинського, кавалер ордена княгині Ольги
- Васляєв Володимир Олександрович — український радянський партійний діяч, перший секретар Миколаївського обкому Компартії УРСР (1971–1980)
- Ващіленко Віталій Васильович — військово-морський інженер-турбініст, капітан І рангу, лауреат Ленінської премії
- Ведніков Василь Спиридонович — кандидат у члени ЦК КПУ, голова виконавчого комітету Миколаївської обласної ради депутатів трудящих (1961—1963)
- Веливок Владислав Валерійович — підполковник Збройних сил України, учасник-російсько-української війни
- Вейнберг Петро Ісайович — російський поет, перекладач, історик літератури.
- Венгер Микола — російський та український письменник, автор першого прозового твору в новій українській літературі
- Вербець Альберт Васильович — український театральний актор, драматург, Заслужений артист України
- Верещагін Федір Григорович — український режисер, народний артист СРСР
- Верхових Василь Мефодійович — відповідальний секретар Миколаївського окружного і міського комітетів КП(б)У (1929—1930)
- Високос Валерій Леонтійович — радянський та український футболіст, чемпіона світу серед юніорів
- Вишеславський Леонід Миколайович — поет, перекладач, літературознавець, лауреат Державної премії УРСР ім. Т. Г. Шевченка
- Вишневський Юлій Юлійович — голова Миколаївської міської ради (1932—1933)
- Вишняк Ярослав Васильович — український футболіст
- Вінник Іван Йосипович — організатор і керівник вітчизняного суднобудування, Герой Соціалістичної Праці
- Віттенберг Соломон Якович — революціонер-народоволець
- Вітошкіна Ніна Миколаївна — українська радянська діячка, новаторка виробництва, завідувачка лабораторії цеху Миколаївського суднобудівного заводу імені Носенка
- Владимирова Нінель Василівна — літературознавиця і перекладачка
- Водолажченко Ольга Гаврилівна — українська історикиня, філологиня, архівістка
- Вождєв Павло Олександрович — захисник України проти російської збройної агресії, кавалер ордена Богдана Хмельницького
- Возовик Оксана Олегівна — українська шахістка, жіночий гросмейстер
- Войнаровська Олена Павлівна — українська російськомовна співачка, композиторка, авторка пісень та віршів
- Войнов Юрій Миколайович — радянський футболіст, півзахисник, радянський і український тренер
- Войнович Марко Іванович — граф, російський морський офіцер, адмірал (з 1801 року), командувач Чорноморським флотом Російської імперії в 1789–1790 роках
- Волик Георгій Кононович — інженер-суднобудівник, директор суднобудівного заводу № 402, директор Амурського суднобудівного заводу, Герой Соціалістичної Праці
- Волков Віктор Миколайович — заслужений художник УРСР
- Волков Олексій Віталійович — захисник України проти російської збройної агресії, кавалер ордена «За мужність»
- Волкова Ольга Володимирівна — українська фристайлістка, майстер спорту міжнародного класу
- Волков Микола Федорович — радянський партійний і державний діяч, в.о. 1-го секретаря Миколаївського обкому КП(б)У, депутат Верховної Ради СРСР 1-го скликання
- Волобуєв Михайло Симонович — український економіст
- Володимир (Ладика) — архієпископ Миколаївський і Богоявленський, постійний член Священного Синоду Української Православної Церкви Київського Патріархату
- Волошин Владислав Валерійович — військовий льотчик Повітряних сил Збройних сил України, учасник бойових дій на сході України, в. о. генерального директора КП «Миколаївський міжнародний аеропорт»
- Волошин Олег Анатолійович — журналіст-міжнародник телеканалу «112 Україна», політолог, речник та директор департаменту інформації Міністерства закордонних справ України
- Воробйов Євген Геннадійович — захисник України проти російської збройної агресії, кавалер ордена «За мужність»
- Воронін Леонід Якимович — український поет, пісняр
- Восковський Володимир Іванович — радянський тренер дитячих та юнацьких футбольних команд
- Вротновський-Сивошапка Костянтин Германович — полковник, голова Української військової ветеринарної управи, член Української Центральної Ради
- Вунш Федір Іванович — головний архітектор Чорноморського адміралтейства

## Г
- Гавілевський Петро Савич — радянський воєначальник, генерал-майор
- Гаврилко Ростислав Андрійович — театральний актор і режисер, народний артист Української РСР
- Гаврилова Ельвіра Олександрівна — українська журналістка, продюсерка, громадська діячка, дизайнерка
- Гавриш Валерій Іванович — вчений у галузі ефективного використання енергетичних ресурсів у сільському господарстві, доктор економічних наук, професор
- Гайдамака Ігор Віталійович — радянський і український весляр-байдарочник, дворазовий чемпіон світу
- Гайдебуров Павло Олександрович — російський громадський діяч 19 століття, журналіст, літератор
- Гайду Олександр Васильович — український підприємець, політик, народний депутат України 9-го скликання
- Гайдученко Сергій Іванович — юрист, археолог, краєзнавець, суспільний діяч, перший директор Миколаївського міського природничо-історичного музею
- Галицька Ілона Сергіївна — українська співачка, учасниця дитячого конкурсу пісні «Євробачення-2007» від України, володарка численних Гран-Прі міжнародних та всеукраїнських фестивалів і конкурсів
- Гальперін Ассір Маркович — радянський футболіст і тренер, заслужений майстер спорту СРСР
- Гамаюнова Валентина Василівна — аграреп, доктореп сільськогосподарських наук, професор
- Ганькевич Анатолій Борисович — директор суднобудівного заводу імені 61 комунара, директор Чорноморського суднобудівного заводу
- Гаркуша Наталія Михайлівна — старша наукова співробітниця Миколаївського обласного краєзнавчого музею, кавалер Ордена княгині Ольги
- Гаркуша Олексій Миколайович — голова Миколаївської обласної ради, голова Миколаївської обласної державної адміністрації
- Гатауллін Ірек Фархатович — український футболіст
- Гацук Ганна Федорівна — викладачка Миколаївського державного вищого музичного училища, заслужена працівниця культури України
- Гашинська Лідія Григорівна — акторка Миколаївського академічного художнього драматичного театру, заслужена артистка України
- Геловані Віктор Арчилович — радянський і російський учений, фахівець в області прикладної математики, обчислювальної техніки, математичного моделювання, академік РАН
- Гено Борис Олегович — захисник України проти російської збройної агресії, кавалер ордена «За мужність»
- Георгієв Дмитро В'ячеславович — захисник України проти російської збройної агресії, кавалер ордена Богдана Хмельницького
- Герасименко Володимир Якович — український літературознавець
- Гетьманський Михайло Володимирович — радянський військовик, в роки Другої світової війни, повний кавалер ордена Слави
- Гиль Михайло Іванович — український учений, доктор сільськогосподарських наук, академік Академії наук вищої освіти України
- Гідулянов Валентин Олегович — український і російський художник кіно, художник-постановник
- Гладир Сергій Вікторович — український баскетболіст
- Гладишев Володимир Володимирович — доктор педагогічних наук, професор, публіцист, завідувач кафедри філологічної освіти Миколаївського національного університету імені В. О. Сухомлинського, член Національної спілки журналістів України
- Глазенап Богдан Олександрович — російський адмірал, військовий губернатор Миколаєва
- Глинков Євген Георгійович — радянський військовий гідрограф, інженер-контр-адмірал
- Глубоченко Григорій Іванович — український лікар, кавалер ордена Леніна
- Глушко Олександр Кіндратович — український прозаїк, журналіст, головний редактор журналу «Вітчизна»
- Гмиря Петро Арсентійович — радянський діяч промисловості, депутат Верховної Ради УРСР 2-5-го скликань, член ЦК КП(б)У
- Гмирьов Олексій Михайлович — революціонер і поет
- Говорухін Іван Ілліч — один з 68 десантників-ольшанців, Герой Радянського Союзу
- Гоголь Ольга Борисівна — українська художниця, Народна майстриня декоративно-прикладних мистецтв
- Годзиківський Іполит Якович — командир 144-ї Надбужанської повстанської дивізії Дієвої Армії УНР, отаман Вільного Козацтва
- Голенко Максим Георгійович — український режисер театру і кіно, головний режисер незалежного «Дикого театру»
- Головащенко Людмила Олексіївна — заслужена працівниця культури України, головна хормейстерка Миколаївського академічного українського театру драми та музичної комедії
- Головін Костянтин Олексійович — живописець, член правління Миколаївської обласної організації Національної спілки художників України, заслужений діяч мистецтв України
- Головченко Гліб Олександрович — директор Коледжу преси та телебачення, голова Миколаївської обласної громадської організації «Миколаївський прес-клуб», президент Асоціації молодіжної преси України, секретар Національної спілки журналістів України
- Голодницький Олександр Григорович — український державний службовець, начальник філії «Дельта-лоцман», виконувач обов'язків голови державного підприємства «Адміністрація морських портів України», віцепрезидент Асоціації портів України «Укрпорт»
- Голуб Оксана Вікторівна — українська веслувальниця, бронзова призерка чемпіонату Європи, майстер спорту України міжнародного класу
- Голубкова Катерина Олександрівна — поетеса
- Гольденберг Михайло Давидович — голова правління Миколаївського товариства єврейської культури, кавалер Ордена «За заслуги» III ступеню
- Гончаренко Валерій Васильович — український поет
- Гончарова Раїса Марківна — майстриня, член правління Миколаївського обласного осередку Національної спілки майстрів народної творчості України, заслужений діяч мистецтв України
- Горбачов Віктор Сергійович — український підприємець, народний депутат України
- Горбуров Григорій Федорович — український лікар-онколог, Заслужений лікар України. Почесний громадянин міста Миколаєва
- Гордієнко Олександр Леонідович — радянський та російський волейболіст, гравець збірної СРСР, чемпіон Європи
- Горений (Горяний) Степан Артемович — український радянський діяч, 1-й секретар Могилів-Подільського окружкому КП(б)У Вінницької області, голова Вінницького облвиконкому, член ЦК КП(б)У
- Горжий Володимир Максимович — головний тренер Збірної команди України зі стрибків на батуті, заслужений тренер України
- Горжий Людмила Михайлівна — українська тренерка зі стрибків на батуті, заслужена тренерка України
- Горкунов Едуард Степанович — професор, доктор технічних наук, дійсний член РАН
- Гонтар Анна Владиславівна — українська плавчиня, бронзова призерка літніх Паралімпійських ігор 2020
- Грабар Андрій Володимирович (1995—2021) — молодший сержант Збройних сил України, учасник російсько-української війни.
- Гранатуров Юрій Ісайович — мер Миколаєва
- Гранкін Іван Андрійович — український актор, Заслужений артист України
- Катя Гранофф — французька поетеса, власниця і засновниця картинної галереї Larock-Granoff
- Гребенніков Віктор Олександрович — український спортсмен, академічне веслування, майстер спорту України міжнародного класу
- Гребенюк Микита Андрійович — Герой Радянського Союзу, десантник-ольшанець
- Грейг Олексій Самуїлович — командир Чорноморського флоту та генерал-губернатор Миколаєва
- Грек Сергій Анатолійович — захисник України проти російської збройної агресії, Народний Герой України
- Гречишников Василь Олексійович — Герой Радянського Союзу, льотчик, учасник першого бомбардування Берліна влітку 1941 року
- Гречко Галина Степанівна — заступниця директора Центральної бібліотеки для дітей ім. Ш. Кобера і В. Хоменка, заслужена працівниця культури України
- Грєховодов Петро Сілуанович — міський голова Миколаєва (1904—1906)
- Григораш Гліб Миколайович — захисник України проти російської збройної агресії, кавалер ордена Богдана Хмельницького
- Григор'єв Володимир Миколайович — радянський режисер-постановник і сценарист
- Григор'єв Олег Прокопович — тренер з боксу, заслужений тренер України
- Григорович Костянтин Петрович — інженер-металург, засновник школи електрометалургії, професор, доктор технічних наук, організатор виробництва
- Григурко Іван Сергійович — український прозаїк, публіцист, член Спілки письменників України
- Гридов Григорій Борисович — радянський поет-пісняр і дитячий поет
- Гриненко Богдан Андрійович — український плавець, призер літніх Паралімпійських ігор
- Грицай Іван Трохимович — голова Миколаївської обласної ради, голова Миколаївського обласного виконавчого комітету
- Грицяк Наталя Вітіславівна — завідувачка кафедри інформаційної політики та технологій Національної академії державного управління при Президентові України, доктор наук з державного управління, професор, Заслужений діяч науки і техніки України
- Гришак Ірина Віталіївна — українська кіноакторка
- Гришкова Раїса Олександрівна — докторка педагогічних наук, професор, відмінниця освіти України
- Грівко Андрій Аскольдович — український професійний велогонщик, який виступає за казахстанську команду «Астана», учасник трьох Олімпійських ігор
- Грінберг Христина Григорівна — революціонерка, народниця, членкиня партії «Народна воля», дружина колишнього керівника УРСР, Першого секретаря Комуністичної партії України, Кона Фелікса Яковича
- Гройсман Віталій Олександрович — радянський і російський лікар і тренер з акробатики, Заслужений лікар РФ, Заслужений тренер СРСР
- Громашевський Лев Васильович — український радянський епідеміолог, академік АМН СРСР, Заслужений діяч науки УРСР, Герой Соціалістичної Праці
- Грушецький Владислав Флоріанович — російський и радянський воєначальник, комдив
- Губарєв Олексій Олександрович — льотчик-космонавт СРСР, двічі Герой Радянського Союзу
- Губська Тетяна Миколаївна — українська некрополістка, історикиня, науковиця, авторка, спеціалістка в області церковного краєзнавства і дослідниця Миколаївського некрополя
- Гудименко Валерій Дмитрович — український графік, Заслужений працівник культури України і Росії
- Гульст Веніамін Наумович — співробітник органів державної безпеки, 1-й заступник народного комісара внутрішніх справ Естонської РСР, генерал-майор
- Гуменюк Сергій Миколайович — Заслужений тренер України зі стрибків у воду, майстер спорту СРСР зі спортивної акробатики, директор КДЮСШ «Україна» м. Миколаїв
- Гуров Петро Іванович — голова виконавчого комітету Миколаївської міської ради (1949—1952)
- Гурський Микола Васильович — лейтенант, учасник Другої світової війни, Герой Радянського Союзу
- Гуцаленко Ганна — українська спортсменка-веслувальниця, бронзова призерка чемпіонату Європи
- Гуцаленко Микола Віталійович — захисник України проти російської збройної агресії, кавалер ордена Богдана Хмельницького
- Гущин Феофан Михайлович — український радянський суднобудівник, Герой Соціалістичної Праці, Почесний громадянин міста Миколаєва

## Ґ
- Ґе Григорій Миколайович — український і російський культурний і громадський діяч, історик-краєзнавець, прозаїк, публіцист і драматург

## Д
- Давиденко Володимир Маркович — український біолог
- Даль Володимир Іванович — російський письменник, лексикограф, етнограф
- Данильченко Світлана Федорівна — радянська акторка театру і кіно
- Данько Тарас Григорович — борець греко-римського стилю, призер чемпіонату світу, чемпіон Європи, призер Кубку світу, бронзовий призер Олімпіади, заслужений майстер спорту України
- Даценко Василь Андрійович — міський голова Миколаєва (1884—1888, 1893—1901)
- Демидова Ганна Валентинівна — українська легкоатлетка, рекордсменка України, олімпійка, майстер спорту України міжнародного класу, багаторазова чемпіонка та призерка Чемпіонатів та Кубків України, міжнародних змагань з легкої атлетики.
- Демидова Олена Валентинівна — українська стрибунка у висоту, майстер спорту міжнародного класу (2010), багаторазова призерка Чемпіонатів та Кубків України, міжнародних змагань з легкої атлетики
- Демченко Тетяна Василівна — голова Миколаївської обласної ради
- Дем'яненко Ганна Петрівна — директор Миколаївського художнього музею імені В. В. Верещагіна, Заслужена працівниця культури України
- Деордієва Тетяна Михайлівна — українська кінознавиця
- Дерев'яга Євген Васильович — український футболіст, дитячий тренер та футбольний функціонер, перший футболіст, який забив 100 м'ячів у чемпіонатах УРСР, його ім'ям названо символічний клуб бомбардирів
- Дерев'янченко Сергій В'ячеславович — український боксер-любитель, чемпіон України, бронзовий призер чемпіонату світу 2007 року, учасник Олімпійських ігор 2008 року
- Дерік Андрій Олегович — артист-вокаліст Миколаївського академічного українського театру драми та музичної комедії, Заслужений артист України
- Деркач Борис Юрійович — український футболіст
- Деркач Роман Степанович — український футболіст
- Джубатканов Артем Володимирович — захисник України проти російської збройної агресії, кавалер ордена «За мужність»
- Димитров Михайло Федорович — український політик, педагог, учений, громадський діяч, кандидат філософських наук, заслужений працівник культури України.
- Димо Валерій Володимирович — український плавець, призер чемпіонатів Європи
- Димова Валентина Борисівна — майстриня, викладачка Академії дитячої творчості м. Миколаєва, заслужена діячка мистецтв України
- Динник Тетяна Дмитрівна — головна лікарка Миколаївського протитуберкульозного диспансеру, нагороджена Почесною грамотою Міністерства охорони здоров'я України та орденом княгині Ольги III ступеня
- Дікштейн Валерій Олексійович — заступник директора Миколаївського художнього драматичного театру, заслужений працівник культури України
- Дмитрієв Микола Павлович — льотчик, гвардії майор, учасник Другої світової війни, Герой Радянського Союзу
- Дмитрієва Галина Іванівна — бригадирканамотувальників Миколаївського механічного заводу, депутатка Верховної Ради УРСР, лауреатка Державної премії СРСР
- Долганова Ірина Валеріївна — радянська та російська акторка, заслужена артистка Росії
- Долгов Євген Леонідович — завідувач студентського культурного центру «Корабел» Національного університету кораблебудування імені адмірала Макарова, заслужений працівник культури України
- Донченко Олександра Миколаївна — інженер-капітан 1-го рангу, керівниця групи проєктувальників військових кораблів і підводних човнів, кандидатка технічних наук. Єдина у СРСР жінка, яка закінчила військово-морську академію
- Олег Дорош — український поет, публіцист, блоґер, журналіст, організатор літературних заходів
- Дорошин Олександр Силантійович — тренер з фехтування, Заслужений тренер України
- Дорошина Ольга Олексіївна — балетмейстерка народного ансамблю танцю «Суднобудівник» Обласного палацу культури, заслужена працівниця культури України
- Друзюк Світлана Олександрівна — українська політична діячка, Народна депутатка України 3-го скликання
- Дубовик Анатолій Олександрович — захисник України проти російської збройної агресії, кавалер ордена «За мужність»
- Дудник Наталія Вадимівна — майстриня художнього ткацтва, голова Миколаївського обласного осередку Національної спілки майстрів народної творчості України, заслужена діячка мистецтв України
- Думанська Тетяна Миколаївна — майстриня художньої вишивки
- Думенко Костянтин Миколайович — український вчений в галузі техніки і технологій виділення насіння овоче-баштанних культур та надійності складних технічних систем, доктор технічних наук, доцент
- Дядиченко Вадим Архипович — історик, доктор історичних наук, професор
- Дятлов Ігор Сергійович — голова Миколаївської обласної ради
- Дяченко Ліна Михайлівна — директор Палацу культури УМВС України в Миколаївській області, художня керівниця ансамблю пісні і танцю «Южний патруль» ПК УМВС, заслужена працівниця культури України

## Є
- Євдокимов Василь Михайлович — український баяніст, диригент та педагог, заслужений працівник культури України, професор
- Євсєєв Василь Аркадійович — український футболіст
- Євстафієв Дмитро Олександрович — український футболіст
- Єгипко Микола Павлович — віце-адмірал Військово-Морського Флоту СРСР, Герой Радянського Союзу
- Єгоров Євген Павлович — доктор технічних наук, професор, лауреат Ленінської премії, Герой Соціалістичної Праці
- Ємельянов Володимир Михайлович — професор, директор Інституту державного управління, Народний депутат України
- Єнін Євген Йосипович — диригент, заслужений діяч мистецтв УРСР
- Єрошенко Сергій Миколайович — захисник України проти російської збройної агресії, кавалер ордена «За мужність»
- Єршов Аркадій Віталійович — народний депутат України 1-го скликання, міністр соціального захисту населення України
- Єнтіс Любов Степанівна — культурна діячка і педагогиня, заслужена діячка мистецтв України
- Єнтіс Сергій Михайлович — український тренер з академічного веслування, заслужений тренер України
- Єфімов Анатолій Вадимович — український автомоделіст, Майстер спорту України міжнародного класу, тренер з автомодельного спорту
- Єфремов Валентин Васильович — український диригент та педагог
- Єщенко Євгеній Федорович — молодший сержант Національної гвардії України, учасник російсько-української війни, кавалер ордену «За мужність» III ступеня

## Ж
- Жадик Надія Григорівна — солістка Прибузького народного хору, керівниця народного вокального гурту «Зорецвіт», заслужений працівник культури України
- Жадько Віктор Олексійович — український письменник, публіцист, науковець, видавець
- Жажкова Валентина Григорівна — живописиця, членкиня Національної спілки майстрів народного мистецтва України, членкиня обласного творчого об'єднання «Прибужжя»
- Жайворонок Тетяна Анатоліївна — директор Обласної бібліотеки для дітей ім. В. Лягіна
- Жолобецький Олександр Олександрович — депутат Миколаївської міської ради трьох скликань, народний депутат України VIII скликання
- Жук Микола Васильович — депутат Миколаївської обласної ради, народний депутат України VII скликання
- Жуков Іван Олександрович — 1-й секретар Миколаївського міського комітету КП(б)У (1950—1951)
- Журавель Дмитро Тодосович — диригент, педагог, заслужений діяч мистецтв України
- Журавський Георгій Іванович — український художник
- Журовський Яків Львович — голова Миколаївської міської ради (1933)

## З
- Заболотний Юрій Леонідович — український футболіст
- Заботін Всеволод Федорович — суднобудівник, Герой Соціалістичної Праці, директор Херсонського суднобудівного заводу
- Забранський Руслан Михайлович — український футболіст
- Забудкін Петро Андрійович — відповідальний секретар Миколаївського окружного і міського комітетів КП(б)У (1923)
- Завгородній Анатолій Петрович — Заслужений художник України
- Завялова Інеса Андріївна — українська письменниця, поетеса, філологиня, психологиня, педагогиня, громадська діячка
- Заграничний Валентин Анатолійович — захисник України проти російської збройної агресії, кавалер ордена «За мужність»
- Задирко Геннадій Олександрович — український політик, депутат ВР України
- Задонський Воїн Дмитрович — російський генерал-лейтенант, учасник Наполеонівських війн, засновник дворянського роду Задонських
- Зайвий Федір Федорович — державний, партійний і політичний діяч, депутат Верховної Ради УРСР 10-го скликання
- Заковоротній Дмитро Іванович — український профспілковий діяч, письменник, історик і краєзнавець
- Западинська Ніна Григорівна — хормейстерка оперно-вокальної студії Обласного палацу культури, Заслужена працівниця культури України
- Заплатинський Володимир Михайлович — народний депутат України III—V скликань, генеральний директор ВО імені С. М. Кірова, президент ВАТ «Евіс»
- Запорожець Віктор Костянтинович — радянський боксер, учасник Олімпійських ігор 1968 року в Мехіко, Заслужений тренер України
- Запорожець Данило Семенович — бухгалтер скарбниці 4-ї Київської дивізії Армії УНР, Герой Другого Зимового походу
- Запорожець Юрій Михайлович — кандидат технічних наук, народний депутат України
- Затурян Анатолій Ілліч — художній керівник Прибузького народного ансамблю пісні і танцю, Заслужений працівник культури України
- Захар'їн Петро Михайлович — російський письменник
- Захаров Сергій Георгійович — радянський і російський естрадний співак і актор, народний артист Російської Федерації
- Захаров Юрій Васильович — кораблебудівник, дійсний член низки українських та закордонних академій наук, доктор технічних наук, професор, заслужений діяч науки УРСР
- Захарова Лариса Павлівна — головна бібліотекарка Миколаївської обласної універсальної наукової бібліотеки, заслужена працівниця культури України
- Захарченко Олексій Гаврилович — один з фундаторів Миколаївського сільськогосподарського інституту, кандидат економічних наук, депутат Верховної Ради УРСР 9-го скликання
- Защук Геннадій Сергійович — український баскетболіст та тренер, Заслужений тренер України
- Зворикіна Кіра Олексіївна — радянська шахістка
- Зебек Володимир Євгенович — український живописець-мариніст
- Земляний Микола Петрович — український радянський партійний діяч, 2-й секретар Миколаївського обкому КПУ, депутат Верховної Ради УРСР 9-10-го скликань, член Ревізійної Комісії КПУ, кандидат в члени ЦК КПУ
- Зима Олександр Вікторович — український поет, прозаїк, журналіст
- Зимак Олександр Йосипович — радянський партійний діяч, комісар міста Миколаєва, миколаївський міський голова, член ЦК КП(б)У
- Зморка Марлен Серверович — український велогонщик, призер чемпіонатів Європи
- Золотухін Анатолій Іванович — інженер, еколог і публіцист
- Зражевський Олександр Іванович — радянський актор театру і кіно, чотириразовий лауреат Сталінської премії, народний артист СРСР
- Зубець Сергій Борисович — український поет
- Зубко Геннадій Григорович — віце-прем'єр-міністр — Міністр регіонального розвитку, будівництва та житлово-комунального господарства

## І
- Іваненко Володимир Олександрович — засновник першого в СРСР недержавного ефірно-кабельного телебачення (1988 рік), ініціатор і організатор першого безпосереднього супутникового мовлення з території колишнього СРСР (1994 рік, «Міжнародний слов'янський канал»), засновник телекомпаній «Тоніс» і «ТЕТ», продюсер, громадський діяч
- Іваницька Лідія Іванівна — українська художниця, Заслужена діячка мистецтв України
- Іваницька Тетяна Іванівна — викладачка Миколаївського коледжу культури і мистецтв, заслужена працівниця культури України
- Іваницький В'ячеслав Едуардович — український художник, Заслужений діяч мистецтв України
- Іванов Віктор Якимович — український інженер-конструктор, кораблебудівник, лауреат Шевченківської премії
- Іванов Володимир Федорович — український музикознавець, композитор, педагог
- Іванов Олександр Кузьмич — професор, заслужений працівник культури України, член Національної спілки журналістів України, член Спілки письменників Росії
- Іванов Федір Антонович — почесний член УААН, Герой України
- Іванова Людмила Олександрівна — українська музикознавиця, педагогиня
- Іванюк Василь Володимирович — український підприємець та політик, начальник Миколаївського морського торговельного порту
- Іванюк Сергій Семенович — літературознавець, письменник, журналіст, критик і перекладач, один із відроджувачів Національного університету «Києво-Могилянська академія»
- Іващенко Олександр Венедиктович — депутат Верховної Ради УРСР 8-го скликання, член ЦК КПУ, депутат Верховної Ради СРСР 6-го скликання, кандидат в члени ЦК КПРС
- Ігнатьєв Олег Григорович — театральний режисер, заслужений діяч мистецтв України
- Ігнатьєва Надія Дмитрівна — акторка Миколаївського академічного українського театру драми та музичної комедії, заслужена артистка України
- Ільїн Віктор Іванович — депутат Верховної Ради УРСР 11-го скликання, член ЦК КПУ, голова виконавчого комітету Миколаївської обласної ради народних депутатів
- Ільїн Микола Семенович — заслужений тренер України з плавання, старший тренер Національної дефлімпійської збірної України з плавання
- Ільюк Артем Олександрович — народний депутат України
- Ільяшов Андрій Степанович — український футболіст
- Ілюшкіна Оксана — українська легкоатлетка, учасниця літніх Олімпійських ігор 2004 року
- Індик Іван Степанович — Герой Радянського Союзу, десантник-ольшанець
- Ісаченко Борис Лаврентійович — мікробіолог та ботанік, академік АН УРСР, академік АН СРСР
- Ішутко Ігор Валерійович — український фристайліст, учасник зимових Олімпійських ігор 2006 року
- Іщенко Іван Іванович — український борець вільного стилю, срібний призер чемпіонату Європи, срібний та бронзовий призер Кубків світу, учасник Олімпійських ігор, майстер спорту України міжнародного класу з вільної боротьби
- Іщенко Світлана Вікторівна — українська поетеса
- Іщенко Христина Володимирівна — спортсменка (стрибки у воду), Заслужений майстер спорту України, призерка першостей Європи та світу

## К
- Кабаченко Володимир Петрович — український живописець, графік
- Кабаченко Олександр Петрович — український військовий диригент, композитор, аранжувальник, заслужений діяч мистецтв України
- Казакова Тетяна Вікторівна — в. о. міського голови Миколаєва (2017—2018)
- Казарінова Юлія Романівна — українська бадмінтоністка, чемпіонка України у парному жіночому розряді, членкиня збірної команди України
- Казарновський Ісаак Абрамович — український та російський хімік радянських часів, січень 1939 — член-кореспондент АН СРСР — по відділенню математичних та природничих наук (неорганічна та загальна хімія), 1941 — лауреат Сталінської премії 2 ступеня, один із засновників структурного напряму в неорганічній хімії
- Казарський Олександр Іванович — російський військовий моряк, герой російсько-турецької війни 1828—1829 років, капітан I рангу, кавалер ордена Святого Георгія
- Казачинський Костянтин Васильович — учасник Другої світової війни, командир дивізіону торпедних катерів 1-ї бригади торпедних катерів Тихоокеанського флоту, Герой Радянського Союзу
- Калашников Сергій Григорович (1906—1984) — радянський фізик, доктор фізико-математичних наук, професор.
- Калашников Федір Іванович — український актор
- Калиниченко Микола Іванович — лікар-хірург, доктор медичних наук, заслужений лікар України
- Калиновський Олександр Геннадійович — захисник України проти російської збройної агресії, кавалер ордена «За мужність»
- Калінчев Павло Кузьмич — український тренер з вітрильного спорту, заслужений тренер України
- Калінчев Павло Павлович — український спортсмен (вітрильний спорт) учасник літніх Олімпійських ігор 2008 року
- Каменський Степан Тимофійович — фахівець у галузі суднобудування, живописець
- Камінський Феодосій Тимофійович — краєзнавець, археолог, громадський діяч, «повторник»
- Канаєв Іван Максимович — з 1974 до 1982 рр. голова виконкому Миколаївської міської ради
- Каннегісер Іоаким Самуїлович — російський інженер, організатор виробництва, промисловий магнат, керівник Товариства Миколаївських заводів і верфей, батько Леоніда Каннегісера, що застрелив голову Петроградської надзвичайної комісії Мойсея Урицького
- Канюк Андрій Володимирович — український футболіст
- Капацина Василь Миколайович — екс-начальник Миколаївського морського торговельного порту (2005—2010), Заслужений працівник транспорту України, з грудня 2018 року власник суднобудівного та судноремонтного заводу «Океан»
- Карабут Іван Лаврентійович — льотчик, капітан, учасник Другої світової війни, Герой Радянського Союзу
- Каразін Василь Назарович — український вчений, винахідник, громадський діяч. Засновник Харківського університету
- Каракозов Анатолій Миколайович — радянський футболіст, воротар, включений в число найкращих футболістів Одеси XX століття
- Каранда Костянтин Йонович — голова виконавчого комітету Миколаївської міської ради (1960—1961), 1-й секретарі Миколаївського міськкому КПУ (1954—1960)
- Карасьов Іван Кузьмич — український радянський діяч, в.о. голови Миколаївської міської ради. Депутат Верховної Ради СРСР 1-го скликання
- Карбулька Йосип Йосипович — український музикант, композитор, скрипаль, диригент, педагог чеського походження
- Карелі Лев Георгійович — радянський інженер, фахівець у галузі мостобудування, побудував Варварівський, Інгульський та Трихатський залізничний мости
- Карпенко Валентина Іванівна — українська велогонщиця, учасниця літніх Олімпійських ігор 2000 та 2004 років
- Карпенко Віталій Опанасович — український журналіст, головний редактор газети «Вечірній Київ»
- Карпенко Іван Трохимович — льотчик, генерал-лейтенант авіації, Герой Радянського Союзу, учасник Радянсько-японської війни 1945 року
- Карпенчук Володимир Миколайович — український театральний актор, заслужений артист України
- Качурін В'ячеслав Тимофійович — український поет
- Кашапов Артур Маратович — заступник командира батальйону 79-ї окремої аеромобільної бригади ЗС України, «кіборг», кавалер ордена Богдана Хмельницького
- Квасенко Алла Володимирівна — радянська акторка театру, народна артистка Української РСР
- Кваша Ілля Олегович — український стрибун у воду, призер Олімпійських ігор
- Кваша Наталія Георгіївна — українська спортсменка (академічне веслування), майстер спорту міжнародного класу, учасниця літніх Олімпійських ігор 1988 року в Сеулі
- Кедіс Олег Юрійович — викладач Миколаївського філіалу Київського національного університету культури і мистецтв, соліст народного естрадного оркестру Обласного палацу культури, заслужений діяч мистецтв України
- Кедун Іван Станіславович — науковець, археолог, викладач, педагог.
- Керанчук Леонід Кирилович — український будівельник, лауреат Державної премії УРСР імені Т. Г. Шевченка
- Кефелі Яків Йосипович — караїмський військовий, генерал російської імператорської армії, доктор медичних наук
- Авггуст Еріх Кибер (Август Федорович Кибер) — російський морський лікар, учасник полярних і навколосвітніх подорожей Ф. П. Врангеля, головний лікар Миколаєва та генерал-штаб-доктор Чорноморського флоту
- Кипенко Володимир Іванович — один з 68 десантників-ольшанців, Герой Радянського Союзу
- Кириленко Андрій Миколайович — радянський льотчик-випробовувач, брав участь у першому випробуванні термоядерної бомби в СРСР
- Кириленко Андрій Павлович — перший секретар Миколаївського обласного комітету КП(б)У (1947—1950)
- Кирилов Микола Павлович — Герой Радянського Союзу, командир взводу триста дев'яносто третього окремого батальйону морської піхоти Чорноморського флоту, молодший лейтенант
- Кисельова Світлана Іванівна — вершниця, що спеціалізується на змаганнях з виїздки, учасниця Олімпійських ігор (2012), майстер спорту міжнародного класу
- Кінах Анатолій Кирилович — прем'єр-міністр України, голова Миколаївської облдержадміністрації
- Кіпіані Вахтанг Теймуразович — український журналіст
- Кіщак Іван Теодорович — декан факультету економіки Миколаївського національного університету імені В. О. Сухомлинського, доктор економічних наук, професор
- Клейф Герман Давидович — український та єврейській поет, новеліст, перекладач
- Клименко Леонід Павлович — доктор технічних наук, професор, Заслужений діяч науки і техніки України, ректор Чорноморського державного університету імені Петра Могили
- Клименко Юлія Вікторівна — українська настільна тенісистка, бронзова призерка літніх Паралімпійських ігор
- Клиновський Дмитро Степанович — перший секретар Миколаївського міського комітету КП(б)У (1933—1936)
- Клімов Сергій Борисович — український військовоначальник, генерал- лейтенант, перший в Україні Начальник Головного штабу, перший заступник Головнокомандувача Повітряних Сил ЗС України (2004—2008)
- Клок Віра Андріївна — заступниця голови правління Миколаївського обласного осередку Національної спілки майстрів народного мистецтва України, заслужена діячка мистецтв України
- Ключко Олександр Михайлович — український боксер, учасник літніх Олімпійських ігор в Пекіні
- Кнорре Віктор Карлович — російський вчений-астроном
- Кнорре Євген Карлович — російський інженер-будівельник, автор першого проекту створення Московського метрополітену
- Кнорре Карл Христофорович — астроном, директор Миколаївської астрономічної обсерваторії, член-кореспондент Петербурзької академії наук, віце-адмірал
- Кнорре Павло Карлович — російський вчений-лісівник, засновник Морозовського лісництва
- Кобельник Юрій Михайлович — тренер з фристайлу, заслужений тренер України
- Кобер Олександр Павлович — піонер, учасник більшовицького підпілля «Миколаївський центр» в Миколаєві в роки німецько-радянської війни
- Коваленко Сергій Андрійович — радянський воєначальник, генерал-майор авіації
- Коваленко Семен Дмитрович — український радянський живописець; член Спілки художників України
- Ковганко Сергій Миколайович — український боксер
- Когут Богдан Йосипович — український письменник, політв'язень, член ОУН, Член Спілки письменників України, Товариства політичних в'язнів та репресованих
- Кодацький Іван Федорович — радянський партійний діяч, голова Ленінградського облвиконкому і Ленінградської міської ради, член Президії ВЦВК і член ЦВК СРСР, кандидат у члени ЦК ВКП(б) (1925—1930), член ЦК ВКП(б) (1930—1937)
- Козир Борис Юрійович — політик і бізнесмен, народний депутат України 8-го скликання
- Козленко Петро Олексійович — радянський військовий льотчик, учасник Другої світової війни, Герой Радянського Союзу
- Козлова Катерина Ігорівна — українська тенісистка
- Колесников Павло Олександрович — старший групи 79-ї окремої аеромобільної бригади ЗС України, яка тримала оборону нового терміналу в аеропорту Донецька, кавалер ордена «За мужність»
- Колесников Пімен Григорович — Герой Радянського Союзу, старший штурман 199-ї Слонімської штурмової авіаційної дивізії 4-ї повітряної армії 2-го Білоруського фронту, майор
- Колесникова Тетяна Миколаївна — українська веслярка (академічне веслування), чемпіонка світу та Європи
- Колодій Олег Едуардович — український стрибун у воду, призер чемпіонатів світу та Європи
- Колоскова Ірина Вікторівна — українська бадмінтоністка, педагогиня, суддя з бадмінтону, майстер спорту України міжнародного класу, чемпіонка України
- Колосов Сергій Дмитрович — радянський конструктор, фахівець у галузі морського двигунобудування
- Комар Андрій Анатолійович — український фехтувальник, чемпіон Паралімпійських ігор
- Комінарець Ольга Вікторівна — художня керівниця оркестру народних інструментів «Південна рапсодія» Миколаївського коледжу культури і мистецтв, кавалер ордена княгині Ольги
- Кондратенко Дмитро Іванович — майор Збройних сил України, учасник російсько-української війни
- Кондратський Олександр Матвійович — український режисер-документаліст
- Коновалов Данило В'ячеславович — український стрибун у воду, чемпіон Європейських ігор
- Конотоп Віктор Якович — голова Миколаївської міської ради (1930—1932)
- Константинов Алеко Іваніцов — болгарський письменник
- Константинов Костянтин Іванович — російський винахідник в області артилерії, ракетної техніки, приладобудування й автоматики, генерал-лейтенант
- Копитін Ігор Володимирович — український підприємець, політик, народний депутат України 9-го скликання
- Копитов Микола Васильович — головний командир флоту і портів Чорного і Каспійського морів
- Коренюгін Володимир Іванович — секретар Миколаївської міської ради, в. о. Миколаївського міського голови
- Кортацці Іван Єгорович — другий директор Миколаївської астрономічної обсерваторії
- Косміна Наталія Борисівна — спортсменка з настільного тенісу, чемпіонка літніх Паралімпійських ігор
- Коссе Володимир Дмитрович — український футболіст
- Костенко Володимир Поліектович — міський голова Миколаєва (серпень 1917—січень 1918, березень—травень 1919)
- Костюшко Олександр Миколайович — захисник України проти російської збройної агресії, кавалер ордена «За мужність»
- Котанов Федір Євгенович — Герой Радянського Союзу, десантник-ольшанець
- Котикова Олена Іванівна — українська науковиця у галузі стійкого розвитку сільськогосподарського землекористування, доктор економічних наук, професор
- Котляр Юрій Вадимович — український історик, доктор історичних наук, професор, фахівець у галузі історії України
- Кравець Олег Анатолійович — громадський діяч, учасник АТО, брав участь в змаганнях «Ігри нескорених», загинув біля Бахмуту 11 травня 2023 року
- Кравченко Микола Антонович — директор Миколаївського художнього драматичного театру, заслужений діяч мистецтв України
- Кравченко Олександр Анатолійович — молодший сержант Збройних сил України, учасник російсько-української війни.
- Кравченко Олександр Іванович — актор, поет, автор проекту Національної оперети «Поетичний театр», народний артист України
- Краско Оксана Дмитрівна — українська більярдистка
- Красницький Йосип Михайлович — перший секретар Миколаївського міського комітету КП(б)У (1936—1937)
- Красов Дмитро Володимирович — захисник України проти російської збройної агресії, кавалер ордена «За мужність»
- Кремінь Дмитро Дмитрович — поет, публіцист, есеїст, перекладач, лауреат Шевченківської премії
- Кремінь Тарас Дмитрович — український політик та науковець, голова Миколаївської обласної ради VI скликання, Народний депутат України VIII скликання, Уповноважений із захисту державної мови
- Кремко Олександр Олександрович — український фотограф, член Спілки журналістів СРСР, почесний громадянин міста Миколаєва
- Кресс Арнольд Янович — ректор Миколаївського кораблебудівного інституту
- Кривоносов Сергій Сергійович — український військовик, майор, начальник штабу 2-го батальйону 79-ї окремої аеромобільної бригади, Герой України
- Кривцов Юрій Іванович — український і французький професійний велогонщик, майстер спорту України міжнародного класу, учасник літніх Олімпійських ігор 2004 року
- Кривцова Валентина Володимирівна — керівниця обласного народного творчого об'єднання художників-аматорів та майстрів декоративно-прикладного мистецтва «Прибужжя» Миколаївського обласного центру народної творчості та культурно-освітньої роботи, заслужена працівниця культури України
- Крижановський Євген Анатолійович — білоруський гуморист, актор і головний режисер Мінського театру сатири і гумору «Христофор», Заслужений артист Республіки Білорусь
- Крижановський Станіслав Станіславович — голова Миколаївського революційного комітету (лютий—вересень 1920)
- Кровопусков Костянтин Романович — соціолог, економіст, громадський діяч
- Кроун Хома Єгорович — міський голова Миколаєва (1888—1893)
- Круглов Микола Петрович — голова Миколаївської обласної державної адміністрації
- Крутиков Віктор Сергійович — фахівець у галузі механіки рідини, газу і плазми, занесений до світової Зали слави 100 найвидатніших фізиків і математиків сучасності під номером 52
- Круц Іван Семенович — цирковий артист, борець, важкоатлет
- Кручиніна Любов Геннадіївна — радянська і українська фристайлістка, чемпіонка СРСР (1988—1989); чемпіонка світу-1990 в акробатиці, майстер спорту СРСР
- Крючков Юрій Семенович — вчений у галузі динаміки і міцності суднових енергетичних установок і вітрильних судів, історик, літератор
- Кувшинов Петро Іванович — український радянський діяч, майстер, начальник цеху Миколаївського механічного заводу, депутат Верховної Ради СРСР 3—4-го скликань. Кандидат у члени ЦК КПУ
- Куделя Світлана Віталіївна — українська легкоатлетка, бронзова призерка літніх Паралімпійських ігор
- Кудрявцева Ольга Миколаївна — скульпторка, членкиня Спілки Художників України, доцентка Харківського художнього інституту
- Кузнецов Володимир Вікторович — актор Миколаївського академічного українського театру драми та музичної комедії, заслужений артист України
- Кузнецова Ольга Іванівна — акторка Миколаївського академічного українського театру драми та музичної комедії, заслужена артистка України
- Кузнєцов Степан Матвійович — голова Миколаївського революційного комітету (1920—1921)
- Кузьміних Михайло Сергійович — український живописець
- Кулик Борис Миколайович — український мовознавець
- Куличенко Леонід Васильович — український письменник
- Куліш Микола Юхимович — український науковець і радянський державний діяч, ректор Миколаївського національного аграрного університету (1984—2001), академік АН ВШ України, депутат Верховної Ради Української РСР
- Кульчицький Костянтин Іванович — лікар-морфолог, педагог, академік, засновник Національної академії педагогічних наук України, топографоанатом, доктор медичних наук, професор, Заслужений діяч науки і техніки УРСР, лауреат Державної премії України
- Куманченко Поліна Володимирівна — українська акторка, працювала в Миколаївському робітничо-селянському пересувному театрі
- Курашкевич Кирило Володимирович — український поет і прозаїк
- Кухар-Онишко Наталія Олександрівна — мистецтвознавиця, науковиця, головна зберігачка фондів Миколаївського обласного краєзнавчого музею
- Кухар-Онишко Олександр Савич — професор кафедри української літератури Миколаївського педінституту імені В. Бєлінського
- Кухто Микола Кузьмич — радянський конструктор газотурбінних двигунів, лауреат Державної премії СРСР
- Кучеревський Євген Мефодійович — український футбольний тренер

## Л
- Лагошняк Сталіна Василівна — артистка Миколаївського художнього драматичного театру, заслужена артистка України
- Лагута Микола Дмитрович — український історик, краєзнавець, лінгвіст та педагог
- Лазарєв Михайло Петрович — російський учений-мореплавець і військово-морський діяч, військовий губернатор Миколаєва
- Лазорко Дмитро Олексійович — український режисер, педагог
- Лазуренко Данило Семенович — український радянський режисер, Заслужений діяч мистецтв УРСР
- Ланськой Марк Зосимович — радянський письменник, автор дитячих, сатиричних, фантастичних творів, кіносценаріїв
- Лассан Валентин Володимирович — український художник театру, Заслужений художник України, Заслужений діяч мистецтв УРСР
- Ластовецький Анатолій Олексійович — український радянський поет
- Лебідь Ольга Вікторівна — українська графікеса
- Лемешко Євген Пилипович — український радянський футболіст, воротар, заслужений тренер України
- Леоненко Олександр Іванович — балетмейстер, заслужений артист України
- Леонович Борис Миколайович — залізничник, інженер шляхів сполучення, начальник локомотивного депо, депутат Верховної Ради СРСР 8-го скликання
- Леонтович Микола Павлович — міський голова Миколаєва (1909—1917), фундатор миколаївського зоопарку
- Лизогуб Володимир Сергійович — український режисер, актор, Народний артист УРСР
- Липковський Василь Пилипович — український медик-інфекціоніст, професор
- Лисенко Андрій Віталійович — український лікар, громадський діяч, молодший брат Миколи Лисенко
- Лисенко Наталія Андріанівна — українська та французька акторка німого кіно, небога Миколи Лисенко, донька Андрія Лисенко
- Лисенчук Геннадій Анатолійович — радянський футболіст, український футбольний і футзальний тренер
- Лисицин Юрій Єгорович — учасник Другої світової війни, командир відділення 384-го окремого батальйону морської піхоти Одеської Військово-морської бази Чорноморського флоту, ольшанець, Герой Радянського Союзу
- Лисицький Віктор Іванович — український економіст, Урядовий секретар Кабінету міністрів України в 1999–2001 рр.
- Лисянська Ганна Григорівна — радянська акторка театру і кіно
- Лисянський Марк Самійлович — російський поет
- Ліліан Розанофф Лібер — українсько-американська математик і популярний автор
- Лівік Олександр Петрович — український політик, народний депутат України
- Лізгунова Ольга В'ячеславівна — українська співачка, солістка музичних гуртів «Пающіє труси», «Скрябін» та «LIZ GUN»
- Ліппе Юрій Артурович — полковник Армії УНР
- Літко Анатолій Якович — заслужений діяч мистецтв України, театральний режисер
- Ліфанов Ігор Романович — російський актор театру і кіно
- Ліхтарчук Анатолій Михайлович — солдат 72-ї окремої механізованої бригади Збройних Сил України, учасник російсько-української війни, кавалер ордена «За мужність»
- Ліщинський Віталій Володимирович — український борець греко-римського стилю, бронзовий призер чемпіонату Європи, переможець Кубку світу, майстер спорту України міжнародного класу
- Лобода Віктор Васильович — український письменник, етнограф, громадський і політичний діяч, член Полтавської «Громади»
- Логвинюк Олександр Семенович — український живописець, член Спілки радянських художників України
- Логовенко Іван Іванович — моряк, революціонер-народоволець
- Лозовенко Сергій Петрович — актор Миколаївського художнього драматичного театру, заслужений артист України
- Локшина Олена Ігорівна — українська педагогиня, завідувачка лабораторії порівняльної педагогіки Інституту педагогіки НАПН України
- Лоскутніков Віталій Сергійович — начальник управління культури Миколаївської обласної державної адміністрації, Заслужений працівник культури України
- Лужецький Віктор Петрович — співак (бас), педагог, живописець, Заслужений артист УРСР
- Лупол Михайло Костянтинович — український футболіст
- Луценко Іван Антонович — український літературний критик, літературознавець
- Лютий Олександр Сергійович — Герой Радянського Союзу, десантник-ольшанець
- Лягін Віктор Олександрович — Герой Радянського Союзу, командир розвідувально-диверсійної групи у Миколаєві в роки другої світової війни
- Лященко Олександр Трохимович — повний кавалер трьох орденів Слави, учасник Другої Світової війни, розвідник

## М
- Маврокордато Юрій Олександрович — радянський футбольний арбітр, суддя всесоюзної категорії
- Мадараш Оксана Степанівна — українська диригентка вищої категорії, диригентка-постановниця і хормейстерка-постановниця Київського театру оперети, Заслужена артистка України
- Майборода Сергій Федотович — народний депутат України трьох скликань
- Макаров Іван Дмитрович — голова Миколаївської міської ради (1936—1937)
- Макаров Степан Осипович — російський флотоводець, океанограф, полярний дослідник, кораблебудівник, віце-адмірал
- Макаров Юрій Іванович — один з організаторів суднобудівної галузі СРСР, директор Чорноморського суднобудівного заводу
- Макар'ян Давид Борисович — народний депутат України 8-го скликання
- Макарян Євген Валерійович — захисник України проти російської збройної агресії, кавалер ордена Богдана Хмельницького
- Максименко Євген Іванович — скульптор і педагог, у 1964—1969 роках обіймав посаду головного художника міста Миколаєва
- Максименко Михайло Прокопович — український радянський партійний діяч, завідувач адміністративного відділу Одеського обласного комітету КПУ, секретар Одеського обласного комітету КПУ
- Максутов Олександр Рафікович  — головний сержант ОЗСП «Азов», оборонець Маріуполя, кавалер ордену «За мужність» ІІІ ступеня
- Максюта Микола Кирилович — голова адміністрації Волгоградської області у 1997—2010 роках
- Макушенко Микола Олександрович — український радянський партійний діяч, голова Херсонського облвиконкому, кандидат в члени ЦК КПУ у 1966—1971 р., депутат Верховної Ради УРСР 6-7-го скликань, кандидат біологічних наук
- Макушин Юрій Андрійович — скульптор і живописець, заслужений художник України
- Макушин Віктор Юрійович — український скульптор і живописець
- Макушина Інна Вікторівна — українська скульпторка
- Малагуша Василь Андрійович — український письменник
- Малий Володимир Вікторович — радянський футболіст та український тренер, володар кубку СРСР
- Малий Леонід Вікторович — радянський футболіст та український тренер, володар кубку СРСР
- Малий Михайло Олександрович — український радянський діяч, токар, бригадир комплексної бригади верстатників Чорноморського суднобудівного заводу, Герой Соціалістичної Праці, депутат Верховної Ради УРСР 10-11-го скликань, член Президії Верховної Ради УРСР в 1985—1990 р.
- Малина Валерій Васильович — український художній критик, мистецтвознаець
- Малькова Світлана Михайлівна — українська стрибунка на батуті, заслужений майстер спорту України
- Макс Мальцман — американський архітектор
- Манганарі Єгор Павлович — генерал-майор, картограф, гідрограф
- Манганарі Михайло Павлович — головний командир Чорноморського флоту і портів та військовий губернатор Миколаєва
- Мануйленко Олександр Іларіонович — голова виконавчого комітету Миколаївської окружної ради (1927—1929)
- Маркітан Олексій Віталійович — український живописець
- Марковцов Іван Валерійович — захисник України проти російської збройної агресії, кавалер ордена Богдана Хмельницького
- Марущак Віра Іванівна — бібліотекарка Миколаївської обласної бібліотеки для юнацтва
- Мар'янко Тетяна Йосипівна — старший тренер збірної команди України зі стрибків у воду, Заслужений тренер України, Заслужений працівник фізичної культури спорту
- Мар'янко Юлія Віталіївна — спортсменка (синхронне плавання), майстер спорту міжнародного класу, бронзова призерка чемпіонату Європи
- Мар'янов Андрій Самсонович — голова виконавчого комітету Миколаївської окружної ради (1924—1925)
- Масикевич Орест Сидорович — поет, діяч ОУН
- Масленко Павло Федорович — відповідальний секретар Миколаївського міського комітету КП(б)У (1930—1932)
- Матаков Василь Миколайович — учасник Другої світової війни, заступник командира ескадрильї, капітан, Герой Радянського Союзу
- Матвєєв Володимир Йосипович — український політик, депутат ВР України, член фракції КПУ
- Матвєєв Олександр Миколайович — український тренер з веслування на байдарках і каное, заслужений тренер СРСР
- Матвєєв Хрисанф Михайлович — миколаївський міський голова (1918)
- Матвєєва Лариса Віталіївна — українська російськомовна поетеса, новелістка, драматургиня, перекладачка
- Матійко Олександр Васильович — художник, заслужений діяч мистецтв України
- Машкін Олег Валерійович — український боксер, чемпіон Європи, срібний призер чемпіонату світу, учасник Олімпійських ігор, заслужений майстер спорту України
- Маярчук Юлія — українська акторка
- Медведєв Микола Якович — один з 68 десантників-ольшанців, Герой Радянського Союзу
- Меєрсон Лазар — французький діяч кінематографа, художник-постановник, художній керівник фільмів
- Мейжис Ірина Альбертівна — українська і фінська науковиця, бібліотекознавиця, соціологиня, психологиня, доктор педагогічних наук, професор, громадська діячка
- Меладзе Валерій Шотайович — російський співак
- Меладзе Костянтин Шотайович — українсько-російський композитор і продюсер
- Меріков Вадим Іванович — народний депутат України VII скликання, голова Миколаївської обласної державної адміністрації
- Меркулов Валентин Миколайович — український художник, ілюстратор, педагог, учасник всеукраїнських і міжнародних виставок і пленерів, член Координаційної ради міжнародного фонду «Культурне надбання» Півдня України
- Мерлянов Михайло Васильович — завідувач кафедрою відокремленого підрозділу «Миколаївська філія Київського національного університету культури і мистецтв», Заслужений працівник культури України
- Метлін Микола Федорович — адмірал російського флоту, Головний командир Чорноморського флоту (1855), Військовий губернатор Миколаївський і Севастопольський (1855—1856), Морський міністр Російської імперії (1857—1860)
- Миколаєнко Артем Вікторович — захисник України проти російської збройної агресії, кавалер ордена Богдана Хмельницького
- Миколайчук Микола Іванович — викладач Миколаївського державного вищого музичного училища, Заслужений працівник культури України
- Миронець Іван Дмитрович — мовознавець, педагог та дослідник історії української літератури
- Миронов Юрій Олександрович — українсько-російський прозаїк
- Мирян Алла Миколаївна — голова обласного відділення Українського фонду культури, Заслужена працівниця культури України
- Михайлов Георгій Антонович — голова виконавчого комітету Миколаївської міської ради (1946—1949)
- Міляєв Костянтин Сергійович — український спортсмен зі стрибків у воду, майстер спорту міжнародного класу, учасник літніх Олімпійських ігор в Пекіні
- Тодор Мінков — болгарська і російський педагог і просвітитель, засновник Південнослов'янського пансіону
- Мірошниченко Євген Гордійович — літературний критик, історик літератури, журналіст, доцент кафедри філології, кандидат філологічних наук, член-кореспондент Кирило-Мефодіївської академії слов'янської освіти
- Мовчан Олексій Тимофійович — кандидат педагогічних наук, з 1952 по 1975 декан фізико-математичного факультету та з 1975 проректор Миколаївського національного університету імені В. О. Сухомлинського
- Мовчан Олена Дмитрівна — українська батутистка, заслужений майстер спорту України, чотириразова чемпіонка світу та Європи
- Молчанов Олександр Хомич — голова виконавчого комітету Миколаївської міської ради (1982—1990)
- Момотенко Олександр Іванович — голова Миколаївської обласної організації ветеранів України, Герой України
- Монахова Тетяна Василівна — докторка філологічних наук, завідувачка кафедри журналістики ЧНУ ім. П. Могили, перша уповноважена із захисту державної мови
- Морговський Антон Феліксович — український письменник
- Моргуновський Єфрем Михайлович — голова виконавчого комітету Миколаївської міської ради (1939—1941)
- Мордвинов Микола Семенович — російський флотоводець і політик, один з організаторів Чорноморського флоту, перший в історії Росії морський міністр
- Морейніс-Муратова Фані Абрамівна — російська революціонерка, членкиня партії «Народна воля», редакторка, авторка спогадів
- Москаленко Володимир Михайлович — тренер із дзюдо та самбо, директор Миколаївської дитячо-юнацької спортивної школи «Динамо», керівник Миколаївської обласної федерації самбо Національної федерації самбо України
- Москаленко Михайло Миколайович — голова Миколаївської обласної ради
- Мухін Іван Андрійович — революціонер, відповідальний працівник народного господарства
- Мучник Лариса Львівна — українська шахістка і дитяча шахова тренерка

## Н
- Надіїн Дмитро Пименович — український письменник, літературознавець
- Нартов Андрій Григорович — заслужений пілот СРСР, Герой Соціалістичної Праці
- Настенко Олександр Анатолійович — український політик, народний депутат України 3-го скликання
- Настенко Сергій Володимирович — український воєначальник, капітан 1-го рангу, командував СКР-112 під час його переходу з Новоозерного в Одесу під українській прапором
- Науменко Олег Сергійович — майстер спорту України міжнародного класу, фехтувальник на візках, багаторазовий чемпіон України, бронзовий призер XV Паралімпійських ігор у Ріо-де-Жанейро
- Неєлов Петро Васильович — російський архітектор, придворний архітектор Царського Села
- Немиров Борис Степанович — яхтовий капітан, заслужений майстер спорту СРСР, керівник першої в СРСР навколосвітньої подорожі на яхті «Ікар»
- Нескоромний Максим Володимирович — український фристайліст, старший тренер національної збірної команди України з фристайлу, Заслужений тренер України
- Нечипоренко Тетяна Олексіївна — радянська лікарка, Герой Соціалістичної Праці
- Нечипуренко Василь Васильович — український радянський діяч, новатор виробництва, майстер Миколаївського суднобудівного заводу імені 61 комунара
- Нікітасєнко Світлана Олександрівна — артистка Миколаївського академічного українського театру драми та музичної комедії, заслужена артистка України
- Нікітін Юрій Вікторович — український спортсмен, який спеціалізується в стрибках на батуті, олімпійський чемпіон
- Ніколаєв Михайло Олегович — український борець греко-римського стилю, срібний призер чемпіонату Європи
- Ніколенко Павло Семенович — радянський та український хірург, лікар вищої категорії
- Новожилов Володимир Костянтинович — 1-й секретар Миколаївського міського комітету КП(б)У (1989—1991)
- Нойнець Олександр Сергійович — український політтехнолог, контр-піарник, блогер, публіцист і політичний діяч, один із засновників партії «Демократична Сокира»
- Носенко Іван Сидорович — державний діяч СРСР, інженер-контр-адмірал
- Носенко Юрій Іванович — співробітник Другого головного управління КДБ СРСР, в 1964 році покинув СРСР і перейшов на бік США

## О
- Оберемко Максим Володимирович — український віндсерфінгист, чемпіон світу, учасник чотирьох Олімпійських ігор, Заслужений майстер спорту України
- Образцов Володимир Миколайович — вчений-транспортник часів Російської імперії та СРСР, академік АН СРСР, лауреат Сталінської премії
- Обрєвко Іван Іванович — художній керівник ансамблю народних інструментів «Узори» Миколаївської обласної філармонії, Заслужений артист України
- Овдієнко Ігор Миколайович — український кораблебудівник, директор заводів «ім. 61 комунара» і «ЧСЗ», почесний громадянин Миколаєва
- Озерний Михайло Іванович — український художник, лауреат Національної премії України ім. Т. Шевченка
- Оленєв Анатолій Петрович — радянський футболіст, півзахисник та тренер
- Олійник Анатолій Олексійович — міський голова Миколаєва (1998—2000)
- Олійник Дмитро Олегович — старший лейтенант Збройних сил України, учасник російсько-української війни
- Ольшанський Костянтин Федорович — Герой Радянського Союзу, командир загону 68 десантників, які визволяли Миколаїв від німецьких військ
- Опацький Людвіг Антонович — перший міський архітектор Миколаєва
- Евальд Опперман — Генеральний комісар генерального округу Миколаїв (1941—1944)
- Орська Марія — німецька акторка театру і кіно, що мала популярність у Центральній Європі
- Остафійчук Василь Георгійович — актор Миколаївського академічного художнього драматичного театру, народний артист України
- Остащенко-Кудрявцев Борис Павлович — третій директор Миколаївської астрономічної обсерваторії
- Островська Тетяна Анатоліївна — директор Дитячої музичної школи № 2, заслужена працівниця культури України

## П
- Павлов Василь Васильович — учасник Другої світової війни, капітан, командир батальйону 49-ї гвардійської танкової бригади, Герой Радянського Союзу
- Павловський Єгор Савич — перший видавець-редактор першої миколаївської газети Николаевский вестник
- Павлюк Петро Степанович — старшина Збройних сил України, учасник російсько-української війни
- Пак Ірина Олексіївна — художня керівниця театру танцю «Ритми планети», Заслужена працівниця культури України
- Паламарчук Сергій Павлович — український плавець, багаторазовий призер літніх Паралімпійських ігор
- Палієнко Інна Володимирівна — українська фристайлістка, учасниця зимових Олімпійських ігор 1994 року
- Панібратець Євген Олександрович — український плавець-паралімпієць, майстер спорту України міжнародного класу, чемпіон Європи
- Пампулов Самуїл Мойсейович — міський голова Євпаторії, караїмський гахам
- Панков Олег Владиславович — український шосейний велогонщик, який виступав на професійному рівні в період 1996—2001 років, чемпіон України в груповій гонці, учасник літніх Олімпійських ігор в Атланті
- Пантусов Микола Миколайович — сходознавець широкого профілю, археолог, історик, лінгвіст, нумізмат, етнограф
- Панько Олена Олексіївна — українська науковиця, астрономка, доктор фізико-математичних наук, професор
- Парізо Михайло Петрович — міський голова Миколаєва (1878—1884)
- Парсяк Никифор Онисимович — голова виконавчого комітету Миколаївської міської ради (1961—1964)
- Пархоменко Наталія Станіславівна — українська гандболістка і тренерка. Головна тренерка «Реалу» (Миколаїв)
- Пасічний Олександр Станіславович — український підприємець, політик, народний депутат України 9-го скликання
- Пасічник Віктор Олександрович — актор Миколаївського академічного художнього драматичного театру, народний артист України
- Пасічнюк Сергій Володимирович — захисник України проти російської збройної агресії, кавалер ордена «За мужність»
- Пен Лі Мін — український шахіст, майстер спорту України, міжнародний гросмейстер
- Петльований Григорій Павлович — український уролог, заслужений лікар Української РСР
- Петрова Галина Костянтинівна — учасниця Другої світової війни, Герой Радянського Союзу
- Пещуров Олексій Олексійович — російський адмірал, військовий губернатор Миколаєва
- Пєтухов Дмитро Юрійович — захисник України проти російської збройної агресії, кавалер ордена «За мужність»
- Пилипей Леонід Петрович — тренер з легкої атлетики, заслужений працівник фізичної культури і спорту України
- Писарук Олександр Володимирович — колишній перший заступник голови Національного банку України
- Півень Євген Олексійович — захисник України проти російської збройної агресії, кавалер ордена Богдана Хмельницького, Народний герой України
- Півнюк Микола Володимирович — учасник Другої світової війни, Герой Радянського Союзу
- Пігулович Зінаїда Олександрівна — українська акторка театру і кіно, театральна діячка, режисерка
- Підберезняк Вадим Іванович — народний депутат України
- Підпала Тетяна Василівна — українська науковиця у галузі тваринництва, доктор сільськогосподарських наук, професор
- Піскурьова Ірина Миколаївна — заступниця директора Миколаївського краєзнавчого музею, заслужена працівниця культури України
- Погановський Віктор Олександрович — український спортсмен, який спеціалізувався в кінному спорті, олімпійський чемпіон
- Погребняк Яків Петрович — 1-й секретар Миколаївського обласного комітету Комуністичної партії України
- Погрібна Тетяна В'ячеславівна — тренерка зі стрибків у воду, заслужена тренерка України
- Поджіо Йосип Вікторович — декабрист, член Південного товариства
- Поджіо Олександр Вікторович — декабрист, член Південного товариства
- Подліпнюк Андрій Іванович — сержант 54-ї окремої механізованої бригади Збройних Сил України, учасник війни на Сході України, кавалер ордена «За мужність»
- Покиданець Віктор Богданович — український живописець
- Покиданець-Мазурок Ірина Іванівна — українська графікеса
- Покосенко Олександр Данилович — Заслужений художник України
- Полещиков Микола Іванович — радянський військовик часів Другої світової війни, Герой Радянського Союзу
- Полішкаров Олекса — український поет
- Полторак Михайло Кирилович — художній керівник естрадного оркестру «Джаз-бенд» Миколаївського державного вищого музичного училища, диригент народного естрадного оркестру Обласного палацу культури, заслужений діяч мистецтв України
- Поманська Олена Анатоліївна — українська перекладачка, педагогиня
- Понизов Віктор Вікторович — український драматург
- Пономаренко Володимир Миколайович — український футболіст та тренер
- Попель Микола Кирилович — член військової ради 1-ї гвардійської танкової армії у роки Другої світової війни, генерал-майор танкових військ
- Попов Олександр Анатолійович — захисник України проти російської збройної агресії, кавалер ордена «За мужність»
- Попова Ольга Петрівна — архітекторка-проєктувальниця дитячого містечка «Казка», головна архітекторка міста Миколаїв (1974—1977)
- Посєдай Слава — українська фотографка. Авторка численних фотовиставок та проєктів. Особливу увагу в своїй творчості приділяє фотографії у стилі ню, а також приділяє значну увагу у творчості своєму місту Миколаїв та соціальним проєктам.
- Поспєєв Кирило Васильович — український велогонщик, учасник літніх Олімпійських ігор 2004 року
- Потьомкін Григорій Олександрович — російський державний і військовий діяч, дипломат, генерал-фельдмаршал, засновник Миколаєва
- Похитонов Іван Павлович — український художник, майстер пейзажу, живописець та графік
- Почтаренко Володимир Георгійович — балетмейстер народного ансамблю бального танцю «Грація» Обласного палацу культури, заслужений працівник культури України
- Поярков Володимир Олександрович — радянський військовик часів Другої світової війни, Герой Радянського Союзу
- Прибильський Іван Степанович — директор суднобудівного заводу імені 61-го комунара та Чорноморського суднобудівного заводу
- Приходько-Возняк Олександра Григорівна — українська поетеса, педагогиня
- Приходько Олег Костянтинович — український живописець, Заслужений діяч мистецтв України
- Прокопенко Дмитро Кирилович — український веслувальник на каное, учасник літніх Олімпійських ігор в Пекіні (8 місце)
- Прокопенко Максим Сергійович — український та азербайджанський веслувальник на каное, багаторазовий призер чемпіонатів світу
- Прокоф'єв Іван Петрович — полковник російської імператорської армії, учасник битви брига «Меркурій» проти турків
- Пустовіт Антоніна Миколаївна — радянська веслувальниця (академічне веслування), майстер спорту СРСР міжнародного класу, срібна призерка Олімпійських ігор 1980 у складі четвірки парної з рульовою
- Пучков Володимир Юрійович — український російськомовний поет, журналіст, головний редактор газети «Вечірній Миколаїв», заслужений журналіст України
- Пучков Сергій Валентинович — український футболіст
- П'ятигорський Віктор Вікторович — директор Миколаївського державного вищого училища культури, Заслужений працівник культури України

## Р
- Раєвський Віталій Євгенович — український спортсмен в академічному веслуванні, Чемпіон Європи, майстер спорту СРСР міжнародного класу, заслужений тренер України
- Ралчева Марія Пеньївна — українська веслувальниця-байдарочниця, срібна призерка чемпіонату світу, учасниця літніх Олімпійських ігор в Сіднеї
- Распопов Андрій Миколайович — український футболіст
- Рахмангулова Анастасія Андріївна — українська шахістка, майстер спорту України, міжнародний майстер серед жінок, чемпіонка України
- Решетнік Григорій Іванович — український телеведучий, диктор
- Ржепецький Леонід Андрійович — голова Миколаївського обласного відділення Українського фонду культури, заслужений працівник культури України
- Рижков Сергій Сергійович — професор, академік Академії наук вищої школи України, директор науково-дослідного інституту проблем екології та енергозбереження, завідувач кафедри екології та ректор Національного університету кораблебудування імені адмірала Макарова
- Ріттих Олександр Олександрович — російський і радянський архітектор, художник і педагог
- Ровнер Пінхус Лазарович (Аким) — український радянський партійний діяч, один з керівників більшовицького підпілля в місті Миколаєві
- Рогонян Катерина Сергіївна — американська шахістка, жіночий гросмейстер
- Родіонов Олексій Іванович — 1-й секретар Миколаївського міського комітету КП(б)У (1951—1954)
- Рожков Ігор Миколайович — український учений-біолог, академік АН ВШ України
- Розенблюм Аркадій Михайлович — заступник директора Миколаївського академічного українського театру драми та музичної комедії, заслужений працівник культури України
- Романеску Ілона Сергіївна — українська спортсменка, академічна веслувальниця, майстер спорту міжнародного класу, срібна і бронзова призерка чемпіонату Європи серед юнаків, бронзова призерка літньої Універсіади у Казані (2013)
- Романов Віктор Іванович — начальник-головний конструктор союзного проектного бюро «Машпроект»
- Романовська Ольга Сергіївна — українська співачка, екс-солістка жіночого поп-гурту «ВІА Гра» (була відома під дошлюбним прізвищем Корягіна)
- Романовський Георгій Федорович — ректор Миколаївського кораблебудівного інституту
- Романчук Микола Павлович — Герой України, генеральний директор акціонерного товариства «Дамен Шіпярдс Океан»
- Росляков Сергій Миколайович — український мистецтвознавець, Заслужений працівник культури України
- Рудаков Євген Васильович — український футболіст
- Руденський Олександр Костянтинович — архітектор, будівельник
- Рудинський Олександр Сергійович — український актор театру та кіно
- Рукавиця Микита Вадимович — австралійський футболіст
- Рюмін Володимир Володимирович — інженер, педагог, літератор
- Ряппо Ян Петрович — військовий комісар Миколаєва (травень—серпень 1919)

## С
- Саблін Микола Павлович — російський військовий діяч, капітан 1-го рангу, контр-адмірал
- Савка Іван Іванович — народний депутат України 8-го скликання
- Садиков Олександр Валерійович — український політик, член партії Народний Союз «Наша Україна»
- Садовська-Барілотті Марія Карпівна — співачка-сопрано і драматична акторка
- Садурська Катерина Сергіївна — українська спортсменка, що виступає в синхронному плаванні, призерка чемпіонатів світу та Європи
- Самойлович Данило Самійлович — український медик, засновник епідеміології в Російській імперії, фундатор першого в Україні наукового медичного товариства
- Сандюк Юрій Іванович — міський голова Миколаєва (1991—1994)
- Саражан В'ячеслав Григорович — захисник України проти російської збройної агресії, кавалер ордена «За мужність»
- Саліхов Анатолій Володимирович — 1-й секретар Миколаївського міського комітету КП(б)У (1966—1968)
- Самара Валерій Миколайович — академічний веслувальник, учасник літніх Олімпійських ігор в Атланті
- Самохліб Любов Петрівна — українська вокальна педагогиня Миколаївського академічного українського театру драми та музичної комедії, заслужена артистка України
- Свистович Михайло Богданович — український громадський діяч, активіст Громадянського руху «Відсіч», редактор сайту «Майдан»
- Свистун Пантелеймон Іванович — голова виконавчого комітету Миколаївської окружної ради (1923—1924)
- Свободін Григорій Семенович — український та російський радянський актор і режисер, громадський діяч, заслужений артист УРСР
- Семенов Леонід Іванович — четвертий директор Миколаївської астрономічної обсерваторії
- Семенов Олександр Іванович — український живописець
- Семерньов Віктор Михайлович — український живописець, лауреат Національної премії України імені Тараса Шевченка (1978)
- Семерньова Галина Вікторівна — українська художниця-живописиця, членкиня правління Миколаївської обласної організації Національної спілки художників України, заслужена діячка мистецтв України
- Семикіна Людмила Миколаївна — українська живописиця і майстриня декоративного мистецтва, заслужена художниця України, лауреатка Національної премії України імені Тараса Шевченка
- Семилєт Наталя Вікторівна — директор Централізованої бібліотечної системи для дітей міста Миколаєва, Заслужена працівниця культури України
- Сенкевич Максим Олегович — захисник України проти російської збройної агресії, кавалер ордена Богдана Хмельницького
- Сенкевич Серафима Федорівна — українська живописиця, Заслужена діячка мистецтв України
- Сергієнко Костянтин Павлович — солдат 28-ї окремої механізованої бригади Збройних сил України, загинув в ході російсько-української війни
- Сердюк Валентин Вікторович — професор кафедри травматології та ортопедії Одеського національного медичного університету, доктор медичних наук, Заслужений винахідник України
- Середа Олексій Вікторович — український стрибун у воду, чемпіон Європи
- Сєнкевич Олександр Федорович — міський голова Миколаєва з 2015 року
- Сизоненко Олександр Олександрович — український письменник, лауреат Національної премії України імені Тараса Шевченка (1984)
- Сиволап Полікарп Пилипович — голова виконавчого комітету Миколаївської окружної ради (1925—1927)
- Сивук Віталій Олегович — український шахіст, гросмейстер
- Сирота Анатолій Архипович — директор Миколаївського державного вищого музичного училища, заслужений діяч мистецтв України
- Сисоєнко Ірина Володимирівна — українська політична та громадська діячка, народна депутатка України VIII скликання
- Сичов Олександр Федорович — заслужений артист України, диригент хору, викладач музики, керівник вокального ансамблю
- Сірченко Григорій Тихонович — голова виконавчого комітету Миколаївської міської ради (1952—1957)
- Січко Валентина Степанівна — українська бандуристка, заслужена працівниця культури України, Відмінниця освіти України
- Скаліцкі Михайло Ярославович — український письменник, перекладач, критик
- Скловський Борис Олександрович — український піаніст-педагог
- Скрипниченко Георгій Сергійович — білоруський художник
- Скуратовський Василь Павлович — головний архітектор Миколаївської області, лауреат Державної премії УРСР імені Тараса Шевченка 1986 року
- Смирнов Леонід Васильович — хірург, доктор медицини, головний лікар Миколаївської міської лікарні, батько відомого нейрохірурга, психіатра, академіка, санскритолога Бориса Леонідовича Смирнова
- Смирнов Юрій Миколайович — захисник України проти російської збройної агресії, кавалер ордена «За мужність»
- Смоляр Олександр Васильович — захисник України проти російської збройної агресії, кавалер ордена «За мужність»
- Соболь Петро Іванович — український історик
- Сойфер Йосип Адамович — український кінорежисер, актор
- Соковнін Олексій Миколайович — миколаївський міський голова (1901—1904)
- Соколов Анатолій Євгенович — актор Миколаївського академічного художнього драматичного театру, заслужений артист України
- Соколов Олександр Гаврилович — відповідальний секретар Миколаївського окружного і міського комітетів КП(б)У (1927—1929)
- Соколов Олександр Юрійович — український легкоатлет, який спеціалізується в бігу на короткі дистанції, багаторазовий чемпіон та призер національних першостей у спринтерських дисциплінах
- Соколов Пилип Львович — голова Ради робітничих депутатів Миколаєва (березень 1919)
- Соколовська Олександра Львівна — російська революціонерка-марксистка, перша дружина Льва Троцького, починала у Миколаєві свою революційну діяльність, де долучила до марксизму Троцького
- Соловйов Віктор Алмабайович — директор Миколаївського колледжу культури і мистецтв, Заслужений працівник культури України
- Сорочан Микола Антонович — бригадир електрозварників Чорноморського суднобудівного заводу у Миколаєві, Герой Соціалістичної Праці, депутат Верховної Ради УРСР 7-9-го скликань
- Спірюхова Світлана Анатоліївна — українська веслярка (академічне веслування), чемпіонка світу та Європи
- Станко Володимир Никифорович — український історик, археолог, етнолог, професор, доктор історичних наук
- Старигін Павло Іванович — перший секретар Миколаївського обласного комітету КП(б)У (1938—1939)
- Старкова Діана — переможниця конкурсів краси Міс Бікіні Всесвіт, Міс Україна, Міс Туризм Планета, Королева Європи та Miss Asia Pacific World Найтитулованіша жінка України у сфері конкурсів краси
- Старов Іван Єгорович — російський архітектор, один із засновників так званого російського класицизму, академік, професор Петербурзької академії мистецтв
- Старушко Олег Володимирович — колишній головний архітектор Миколаєва, лауреат Державної премії України в галузі архітектури
- Стельмах Григорій Давидович — радянський військовий діяч, генерал-майор
- Степанов Віктор Олексійович — ректор Миколаївського кораблебудівного інституту
- Стешин Юрій Тимофійович — український художник-оформлювач, лауреат Державної премії імені Тараса Шевченка 1981 року
- Стоян Максим Анатолійович — український футболіст
- Стрельський В'ячеслав Ілліч — вчений, краєзнавець, педагог, художник, доктор історичних наук, професор
- Страдомський Борис Васильович — лікар і краєзнавець
- Страдомський Василь Андрійович — хірург, герой Кримської війни
- Стрелецька Галина Петрівна — керівниця народного фольклорного ансамблю «Вербиченька» державного підприємства «Суднобудівний завод ім 61 комунара», заслужена працівниця культури України
- Студенко Іван Пилипович — український радянський діяч, майстер механічного цеху Миколаївського суднобудівного заводу імені 61 комунара Депутат Верховної Ради УРСР 1-го скликання
- Стьопіна Вікторія Іванівна — українська легкоатлетка, яка спеціалізується на стрибках у висоту, призерка Олімпійських ігор
- Стяжкіна Тетяна Анатоліївна — українська шосейна велогонщиця, учасниця двох Олімпійських ігор
- Суботін Семен Михайлович — радянський воєначальник, генерал-лейтенант, Почесний громадянин міста Миколаєва
- Сухоненко Дмитро Йосипович — Герой Радянського Союзу, командир роти 1116-го стрілецького полку 333-ї стрілецької дивізії 6-ї армії 3-го Українського фронту, лейтенант
- Сущенко Роман Володимирович — журналіст, кореспондент національного державного агентства Укрінформ, ув'язнений в Росії за шпигунство на користь України, що оцінюється Європарламентом як незаконне ув'язнення

## Т
- Татаринов Сергій Петрович — захисник України проти російської збройної агресії, кавалер ордена «За мужність»
- Ташлай Людмила Борисівна — завідувачка музею «Підпільно-партизанський рух на Миколаївщині у роки Великої Вітчизняної війни. 1941—1944», заслужена працівниця культури України
- Терещенко Вікторія Петрівна — директор-художня керівниця Миколаївського державного театру ляльок, заслужена працівниця культури України
- Терещенко Юрій Федорович — український економіст, голова Державної служби експортного контролю України
- Тиньков Микола Сергійович — радянський військовик часів Другої світової війни, Герой Радянського Союзу
- Токарєва Марія Олександрівна — російська і радянська театральна акторка, народна артистка РРФСР
- Томова Наталя Євгенівна — керівниця ансамблю сучасного танцю «Свято мрій», Заслужена працівниця культури України
- Топоров Адріан Митрофанович — радянський письменник, літературний критик, публіцист, просвітник, вчитель, есперантист
- Топчий Володимир Миколайович — директор Миколаївського зоопарку, Заслужений працівник культури України, член ради директорів зоопарків Європи (EAZA), член Міжнародного союзу фахівців з охорони тваринного світу IUCN CBSG
- Траверсе Іван Іванович — російський адмірал і державний діяч, командувач Чорноморським флотом, морський міністр Російської імперії
- Трегубов Юрій Борисович — головний режисер Миколаївської облдержтелерадіокомпанії, заслужений працівник культури України
- Тригуб Олександр Петрович — український історик, доктор історичних наук
- Тригуб Петро Микитович — український історик, доктор історичних наук, професор, заслужений діяч народної освіти України
- Троцький Лев Давидович — більшовицький політичний діяч Російської імперії, починав у Миколаєві свою революційну діяльність
- Тхоржевський Роберт Йосипович — український історик

## У
- Удовицький Василь Семенович — радянський діяч, 1-й секретар Житомирського міського комітету КПУ, секретар Миколаївського обласного комітету КП(б)У з транспорту, 1-й секретар Миколаївського обласного комітету ЛКСМУ
- Удод Іван Михайлович — Герой Радянського Союзу, десантник-ольшанець
- Улановський Михайло Семенович — український художник театру, заслужений діяч мистецтв УРСР, заслужений діяч мистецтв РРФСР
- Ульянкіна Тетяна Іванівна — заслужена майстриня народної творчості України
- Улюра Ганна Анатоліївна — українська літературознавиця, кандидатка філологічних наук, літературна критикиня
- Уманський Костянтин Олександрович — радянський мистецтвознавець, журналіст і дипломат
- Урес Віктор Юхимович — диригент, заслужений артист України

## Ф
- Фалєєв Михайло Леонтійович — купець, містобудівник, перший громадянин міста Миколаєва.
- Фалько Володимир Іванович — український політик, член Партії регіонів, колишній народний депутат України.
- Федоров Володимир Олегович — фізик, військовий, науковий співробітник (Інститут фізики НАН України), загинув в бою під Авдіївкою[1].
- Федоров Павло Іванович — генерал від інфантерії, Миколаївський, Севастопольський і Бессарабський військовий губернатор, сенатор.
- Федорова Олена Олегівна — українська спортсменка, яка спеціалізується на стрибках у воду, призерка чемпіонатів світу і Європи, учасниця трьох Олімпійських ігор.
- Федорук Василь Васильович — український скульптор.
- Федорченко Володимир Іванович — український живописець.
- Федотов Дмитро Іванович — український радянський діяч, новатор виробництва, бригадир слюсарів Чорноморського суднобудівного заводу, член ЦК КПУ.
- Фельдштейн Рафаїл Мойсейович — український спортивний діяч, адміністратор команди «Динамо» (Київ) майже 40 років.
- Фесенко Василь Архипович — історик, архівіст, краєзнавець, педагог.
- Філімонов Олег Миколайович — український гуморист, учасник команди КВК «Одеські джентльмени», ведучий телепередач «Джентльмен-шоу», «Камера сміху», «Філімонов та компанія», Заслужений артист України.
- Філіпов Іван Маркелович — український радянський політичний діяч.
- Філіппов Михайло Аврамович — письменник, юрист, один з ініціаторів судової реформи Російської імперії.
- Філь Світлана Олексіївна — українська спортсменка (академічне веслування), учасниця літніх Олімпійських ігор 1992 року в Барселоні.
- Флехтхайм Осип — німецький вчений-соціолог, засновник науки футурології.
- Фомін Михайло Олександрович — український альпініст, лауреат найпрестижнішої міжнародної альпіністської нагороди «Золотий ледоруб».
- Фоміних Світлана Григорівна — українська хорова диригентка, заслужена працівниця культури УРСР, повний кавалер ордена «За заслуги», лауреатка Державної премії ім Т. Г. Шевченка.
- Францев Еммануїл Петрович — видавець, громадський діяч, засновник природно-історичного музею в м. Миколаєві.
- Фролов Сергій Іванович — контр-адмірал Російського Імператорського флоту.

## Х
- Хаєцький Роман Олександрович — український шахіст і шаховий тренер, Заслужений тренер України, міжнародний майстер
- Хакімов Михайло Кобірович — один з 68 десантників-ольшанців, Герой Радянського Союзу, Почесний громадянин міста Миколаєва
- Халілов Михайло Михайлович — український велогонщик, чемпіон України в командній гонці, учасник літніх Олімпійських ігор в Атланті
- Харлан Ольга Геннадіївна — українська фехтувальниця (шабля), олімпійська чемпіонка
- Харитонов Мойсей Маркович — професійний революціонер, один з найближчих соратників Леніна, який повертався з ним в Росію після Лютневої революції в знаменитому «пломбованому вагоні»
- Хижняк Григорій Миколайович — український баскетболіст, чемпіон Литви та Української баскетбольної суперліги, гравець збірної, тренер
- Хилько Федір Васильович — Герой Соціалістичної Праці, суднобудівник
- Хитринська Вікторія (* 1991) — українська стрибунка у воду. Чемпіонка Європи; бронзова призерка чемпіонату світу. Майстер спорту України.
- Хлань Сергій Володимирович — український політик, народний депутат України
- Хлопинська Людмила Дмитрівна — заслужена працівниця культури України, багатолітня завідувачка музею суднобудування і флоту та директор обласного краєзнавчого музею
- Хмизов Сергій Олександрович  — професор; доктор медичних наук, заслужений діяч науки і техніки України
- Ходєєв Віктор Федорович — український подвижник технічного моделізму, редактор журналу «Моделіст», керівник авіамодельного осередку миколаївського обласного комітету ТСОУ
- Ходирєв Валентин Васильович — один з 68 десантників-ольшанців, Герой Радянського Союзу
- Холоша Олена Анатоліївна — українська спортсменка, змагається в стрибках у висоту, майстер спорту України міжнародного класу, учасниця літніх Олімпійських ігор 2012 року
- Холявський Борис Матвійович — відповідальний секретар Миколаївського окружного і міського комітетів КП(б)У (1923—1924)
- Холязников Антон Володимирович — заслужений майстер спорту України з академічного веслування, учасник літніх Олімпійських ігор 2012 року
- Хоменко Віктор Кирилович — піонер, учасник більшовицького підпілля «Миколаївський центр» в Миколаєві в роки німецько-радянської війни
- Хомрова Олена Миколаївна — українська фехтувальниця (шабля), олімпійська чемпіонка
- Хортів Ернест Олександрович — солдат Збройних сил України, учасник російсько-української війни, кавалер ордена «За мужність»
- Храпко Євген Вікторович — український військовик, бойовий медик, інструктор з тактичної медицини і Європейської ради ресусцитації, один із засновників військово-облікової спеціальності «бойовий медик» в Збройних силах України, Герой України.
- Хромов Олександр Миколайович — голова виконавчого комітету Миколаївської міської ради (1944—1948)
- Хроненко Анатолій Петрович — захисник України проти російської збройної агресії, кавалер ордена «За мужність»
- Худояш Павло Іванович — радянський футболіст, член збірної команди СРСР, дитячий тренер

## Ц
- Цапенко Олексій Васильович — захисник України проти російської збройної агресії, кавалер ордена «За мужність»
- Царинний Іван Михайлович — український поет
- Цвєтко Сергій Ілліч — педагог, фольклорист, етнограф
- Цвєтов Ігор Сергійович — український легкоатлет, чемпіон Паралімпійських ігор
- Циган Микола Олександрович — український та російський футболіст, воротар
- Цибань Микола Григорович — директор Південного турбінного заводу (наукового виробничого об'єднання «Зоря»), Герой Соціалістичної Праці, член ЦК КПУ
- Цигульова Оксана Миколаївна — українська спортсменка, яка спеціалізувалася в стрибках на батуті, призерка Олімпійських ігор
- Ціммерман Герман Карлович — український астроном, доктор фізико-математичних наук, професор
- Цуканова Ірина Альбертівна — українська театральна акторка і режисерка
- Цупер Алла Петрівна — українська, згодом білоруська фристайлістка, учасниця зимових Олімпійських ігор 1998 року у складі української збірної (5 місце), олімпійська чемпіонка 2014 року у складі збірної Білорусі

## Ч
- Чайка Валентин Семенович — голова Миколаївської обласної ради
- Чайка Володимир Дмитрович — мер Миколаєва
- Чантурія Нодарі Вікторович — радянський і український суднобудівник, Почесний громадянин міста Миколаєва
- Часовников Ілля Артемович — український краєзнавець, історик, музейник
- Чверкалюк Сергій Володимирович — актор, провідний майстер сцени Миколаївського академічного художнього драматичного театру, Заслужений артист України
- Чебаненко Іван Ілліч — український геолог-тектоніст, академік НАН України, заслужений діяч науки і техніки України, лауреат Державної премії України в галузі науки і техніки
- Чеботарьов Олександр Петрович — український лікар-хірург, заслужений лікар України, почесний громадянин міста
- Чередниченко Галина Іванівна — українська музейна працівниця, лауреатка Шевченківської премії
- Чернавін Володимир Миколайович — Герой Радянського Союзу, адмірал флоту, командувач Північним флотом (1977—1981), головнокомандувач ВМФ СРСР — заступник міністра оборони (1985—1992), головнокомандувач ВМФ Росії (1992)
- Черниш Катерина Анатоліївна — директор комунального підприємства Миколаївської міської ради «Міський центр культури та дозвілля», заслужена працівниця культури України
- Чернова Юлія (* 1986) — українська гімнастка. Учасниця Олімпійських ігор-2004.
- Чернявський Андрій Володимирович — майор Збройних сил України, учасник російсько-української війни
- Черняхович Никодим — настоятель миколаївської католицької парафії, організатор будівництва костела святого Йосипа
- Черкесова Інна Григорівна — українська майстриня декоративно-ужиткового мистецтва і педагогиня, професор Миколаївської філії Київського національного університету культури і мистецтв, заслужена діячка мистецтв України
- Чечер В'ячеслав Леонідович — український футболіст
- Чечуй Ніна Іванівна — майстер спорту СРСР з академічного веслування, заслужена тренерка України, заслужена працівниця фізичної культури і спорту України.
- Чивюк Микола Васильович — народний депутат України
- Чигрин Іван Андрійович — революціонер-більшовик
- Чижовський Богдан Сергійович — український стрибун у воду, срібний призер Чемпіонату світу
- Чміль Андрій Анатолійович — український велогонщик, що виступав на професійному рівні, учасник літніх Олімпійських ігор в Атланті
- Чорний Сергій Григорович — український учений у галузі ґрунтознавства, охорони ґрунтів та агроекології
- Чорнозуб Іван Іванович — український радянський суднобудівник, Герой Соціалістичної Праці, Почесний громадянин міста Миколаєва
- Чорноморов Артем Олегович — український підприємець, політик, народний депутат України 9-го скликання
- Чубов Юхим Федорович — ректор Миколаївського кораблебудівного інституту
- Чумаченко Юлія Вадимівна — українська стрибунка у висоту, чемпіонка Універсіади
- Чурюмов Клим Іванович — український астроном, член-кореспондент НАН України, директор Київського планетарію

## Ш
- Шайхет Олександр — швейцарський диригент і скрипаль, альтист, музичний педагог
- Шамро Зоя Опанасівна — українська радянська діячка, доцентка, завідувачка кафедри фізики Миколаївського державного педагогічного інституту, депутатка Верховної Ради УРСР
- Шараєв Леонід Гаврилович — перший секретар Миколаївського обласного комітету КПУ
- Шаульський Анатолій Йосипович — музичний педагог, начальник міського відділу культури Миколаївського міськвиконкому, Заслужений працівник культури України
- Шафранюк Андрій Олегович — український спортсмен (вітрильний спорт) учасник літніх Олімпійських ігор 2008 року
- Шварц Ісаак Ізраїлевич — учасник революційного руху, більшовицький діяч, перший керівник органів державної безпеки Радянської України
- Шведов Віталій Леонідович — радянський, білоруський та український тренер з фристайлу, заслужений тренер СРСР
- Швець Євген Максимович — український радянський діяч, секретар парткому Чорноморського суднобудівного заводу, член Ревізійної комісії КПУ
- Шебанін В'ячеслав Сергійович — ректор Миколаївського національного аграрного університету, Заслужений діяч науки і техніки України
- Шевченко Сергій Васильович — український футболіст
- Шенкевич Сергій Іванович — український фехтувальник, дворазовий бронзовий призер XIII Паралімпійських ігор в Пекіні
- Шелестюк Діана Володимирівна — українська стрибунка в воду, призерка чемпіонатів Європи та Європейських ігор
- Шеремет Катерина Геннадіївна — українська спортсменка, академічна веслувальниця, бронзова призерка літньої Універсіади у Казані, майстер спорту України міжнародного класу
- Шерстньова Наталія Олексіївна — українська фристайлістка, учасниця зимових Олімпійських ігор 1992 року (9 місце) та 1994 року (5 місце)
- Шестопалова Юлія Анатоліївна — українська модель, володарка титулів «Міс Миколаїв» та «Міс Україна 1990»
- Шип Пантелій Семенович — один з 68 десантників-ольшанців, Герой Радянського Союзу
- Шитюк Микола Миколайович — академік Української академії історичних наук, доктор історичних наук, професор, заслужений діяч науки і техніки України
- Шишков Михайло Федорович — генерал-майор, морський льотчик, Герой Радянського Союзу, Заслужений військовий льотчик СРСР
- Шкрьоба Павло Маркович — актор, режисер Київського українського драматичного театру імені Івана Франка.
- Шкварець Валентин Павлович — доктор історичних наук, професор, академік Української академії історичних наук, Заслужений діяч науки і техніки України
- Шмиговський Микола Якович — голова виконавчого комітету Миколаївської міської ради (1990—1991)
- Шмиріна Євгенія Ігорівна — німецько-українська шахістка, віцечемпіонка першості Європи серед дівчат до 14 років
- Шмідт Володимир Петрович — російський адмірал, учасник Кримської війни, герой оборони Севастополя, учасник російсько-турецької війни (1877—1878), старший флагман Балтійського флоту
- Шмідт Петро Петрович — російський контр-адмірал, учасник Кримської війни, герой оборони Севастополя, начальник міста і порту Бердянськ, батько лейтенанта Шмідта
- Менахем Мендл Шнеєрсон — духовний лідер хасидського руху Хабад
- Хана Шнеєрсон — юдейська діячка, донька миколаївського рабина Меїра Шломо Яновського, дружина головного рабина Катеринослава-Дніпропетровська Леві Іцхака Шнеєрсона, мати духовного лідера хасидського руху Хабад Менахема Мендла Шнеєрсона
- Шопа Іван Юрійович — український футболіст
- Шорін Едуард Олексійович — радянський партійний діяч, лауреат Державної премії УРСР імені Т. Г. Шевченка за створення музею суднобудування і флоту
- Шох Антон Рохусович — український футболіст
- Шпак Андрій Васильович — майстер спорту України міжнародного класу з академічного веслування, учасник літніх Олімпійських ігор 2012 року (запас)
- Шпак Кузьма Вікторович — один з 68 десантників-ольшанців, Герой Радянського Союзу
- Шпачинський Омелян Артемович — художній керівник, головний диригент студентського народного хору ім. Аркаса Відокремленого підрозділу «Миколаївська філія Київського національного університету культури і мистецтв», Заслужений працівник культури України
- Штанько Артем Анатолійович — український футболіст
- Штемберов Євген Миколайович — голова Миколаївської міської ради (1 жовтня 1929—5 січня 1930)
- Штефан Михайло Миколайович — український радянський партійний діяч, голова Миколаївського міськвиконкому
- Штукенберг Євген Антонович — російський архітектор
- Штурко Юрій Юрійович — український футболіст
- Шульмейстер Володимир Юрійович — український винахідник, бізнесмен, урядовець.

## Щ
- Щербаков Павло Миколайович — український радянський суднобудівник, Герой Соціалістичної Праці, Почесний громадянин міста Миколаєва
- Щетініна Людмила Миколаївна — українська поетеса, критикиня, журналістка, літературознавиця

## Ю
- Юзефович Юрій Васильович — український футболіст
- Юренко Олесь — український поет та прозаїк
- Юр'єв Валер'ян Олексійович — український поет, перекладач, літературний критик
- Юріцин Сергій Петрович — міський голова Миколаєва (грудень 1918—березень 1919)
- Юрковський Андрій Миколайович — останній видавець-редактор першої миколаївської газети Николаевский вестник
- Юрченко Владлен Юрійович — український футболіст, півзахисник леверкузенського Баєра та національної збірної України

## Я
- Яворський Тарас Ярославович — український футболіст
- Язиков Микола Львович — російський віце-адмірал, військовий губернатор Миколаєва
- Якубовський Володимир Іванович — український художник, живописець, графік, скульптор
- Якубовський Олег Іванович — український колекціонер, реставратор, підприємець, власник і директор «Музею Якубовських» у Києві
- Яната Олександр Алоїзович — український агроном і ботанік чеського походження, дійсний член АН УРСР і НТШ
- Январьов Еміль Ізраїльович — російськомовний поет
- Яні Григорій Петрович — голова виконавчого комітету Миколаївської міської ради (1966—1966)
- Янішевська Оксана Альбінівна — українська політична діячка, кінопродюсерка
- Яновська Ганна Львівна — російська кіноакторка
- Яновський Геннадій Едуардович — заслужений тренер України, старший тренер паралімпійської збірної команди України з фехтування
- Янтар Денис Андрійович — український громадський діяч, очільник миколаївського обласного осередку партії «Національний корпус», ветеран російсько-української війни у складі батальйону «Азов»
- Янцен Олександр Юрійович — український громадський діяч, активіст миколаївського Євромайдану, лідер Миколаївського Народного ополчення під час подій навесні 2014 року
- Янчук Борис Васильович — український письменник
- Яриш Олександр Володимирович — захисник України проти російської збройної агресії, кавалер ордена «За мужність»
- Ярова Тетяна Андріївна — композитор, художній керівник муніципального театру-студії естрадної пісні для дітей, юнацтва та молоді, заслужений діяч мистецтв України
- Яровий Анатолій Леонтійович — український лікар-хірург, Заслужений лікар України, почесний громадянин міста Миколаєва
- Яровий Максим Володимирович — український біатлоніст, лижник, триразовий призер Паралімпійських ігор
- Яценко Іван Фомич — архітектор Російської імперії
- Яциненко Євген Олександрович — заслужений тренер України, майстер спорту СРСР, багаторазовий чемпіон СРСР, Європи та України з веслування на байдарках і каное, учасник XVI літніх Олімпійських ігор в Мельбурні
- Ященко Федір Єлисейович — 1-й секретар Миколаївського міського комітету КП(б)У (1960—1961)